# بانثيون

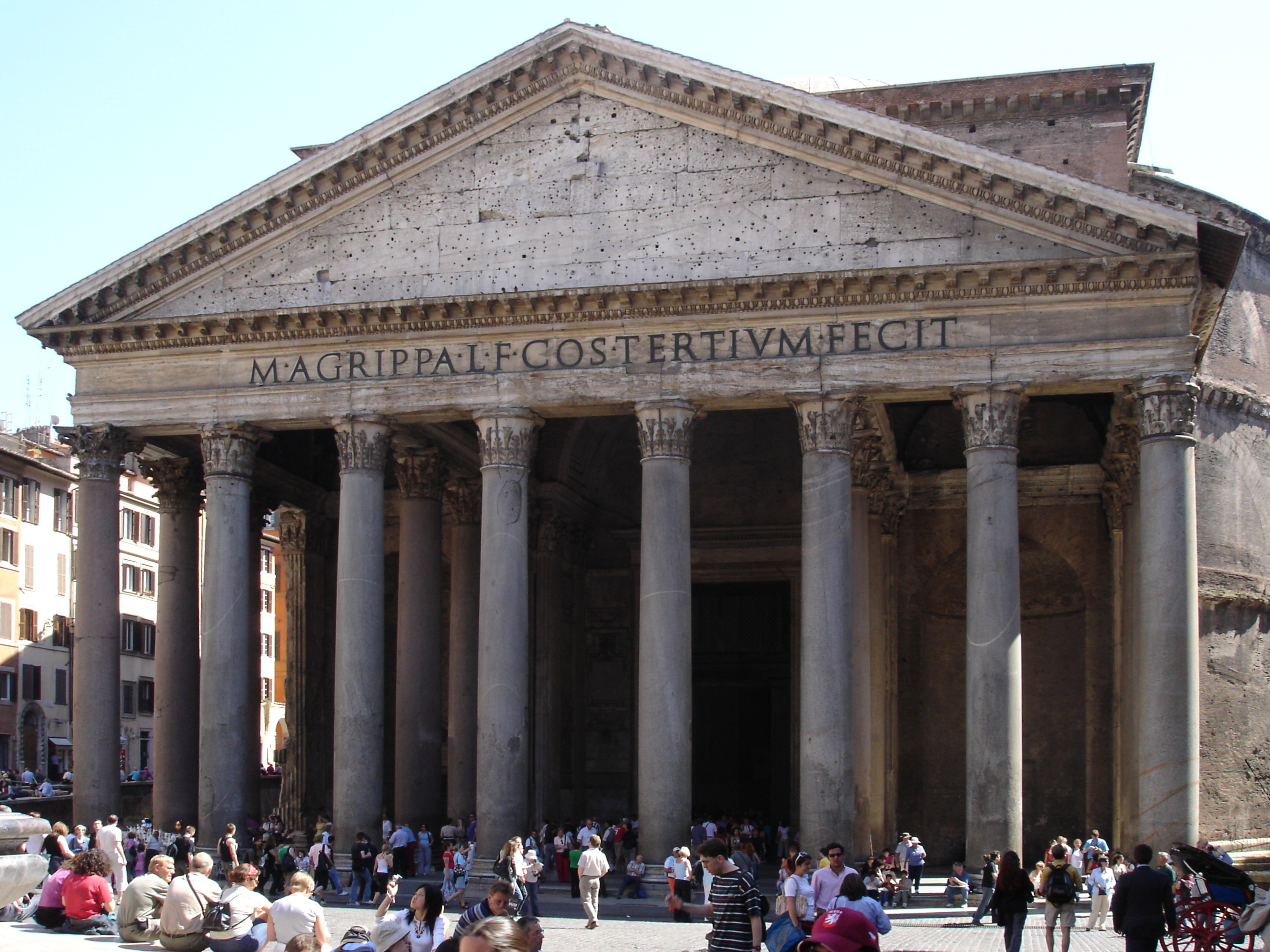
واجهة البانتيون

بانثيون (باليونانية: Πάνθειον؛ باللاتينية: Pantheon؛ ويعني معبد كل الآلهة) تأسس عام 27 قبل الميلاد. من قبل ماركوس فيبسانيوس أغريبا، صَهْر أوغسطس. أعاد الإمبراطور هادريان بناؤهُ بين 120 و 124 بعد الميلاد، بعد حرائق عام 80 و 110 م. التي أضّرت بالبناء السّابق لعصر أوغسطس.
يتكون من هيكل دائري متصل برواق في أعمدة كورنثية (ثمانية في الأمام ومجموعتان من أربعة في الصف الثاني والثالث) التي تدعم قاعدة. الخلية الدائرية الكبيرة، المسماة الروتندا، محاطة بجدران حجرية سميكة وثمانية أعمدة كبيرة يتوزع عليها وزن القبة الخرسانية نصف الكروية المميزة، والتي تضم في قمتها فتحة دائرية تسمى أوكلوس، والتي تسمح بإضاءة البيئة الداخلية. يساوي ارتفاع المبنى، قطر القاعة المستديرة، وهي ميزة تعكس المعايير الكلاسيكية للهندسة المعمارية المتوازنة والمتجانسة. بعد ما يقرب من ألفي عام من بنائه، لا تزال قبة البانثيون إنترادوس واحدة من أكبر القباب في العالم ، وتحديداً أكبر القباب المبنية من الخرسانة الرومانية. يدعم البانثيون أكبر قبة في العصور القديمة بقطر 150 قدمًا رومانيًا أو 43.30 مترًا داخل 1.2 (أو 43.44 متر مكعب)، والتي لا تزال الأكبر في العالم في الخرسانة الأسمنتية غير المسلحة. بعد ما يقرب من ألفي عام، لم يُظهر هذا البناء أي علامة على الضعف الهيكلي على الرغم من التشويه الطوعي والحركات التيلورية المتكررة.
في بداية القرن السابع، تم تحويل البانثيون إلى كنيسة مسيحية تسمى سانتا ماريا ديلا روتوندا  أو سانتا ماريا أد مارتيريس، مما سمح لها بالبقاء على قيد الحياة تقريبًا من النهب الذي كان يمارسه الباباوات على مباني روما الكلاسيكية. وهي تتمتع بدرجة بازيليكا صغيرة وهي الكاتدرائية الوحيدة في روما إلى جانب البطريركية التي لا يزال لديها فصل. أطلق عليها سكان روما اسم روتونا  («روتوندا»)، والتي اشتق منها اسم الساحة والشارع أمامها. ملكية الدولة للدولة الإيطالية، منذ ديسمبر 2014، أدارتها وزارة التراث الثقافي والأنشطة من خلال مجمع متحف لاتسيو، ومنذ ديسمبر 2019 من خلال إدارة متاحف الدولة في روما. في عام 2019، سجلت 8,955,569 زائرًا، مما يجعلها الموقع الأكثر زيارة لمتحف الدولة الإيطالية.

## الاشتقاق
كلمة بانثيون هي في الواقع قرض يوناني احتفظت به اللغة الإيطالية من خلال اللاتينية: في اليونانية (τό πάνθειον) هي صِفة اسمية تشير إلى «مجموع الآلهة»، وفي معظم الحالات، تشير ضمنيًا إلى الاسم ἱερόν («المعبد»). لذلك، من اليونانية τό Πάνθειον (ἱερόν) («معبد كل الآلهة») يأتي الاسم اللاتيني بانثيون، الذي استخدمه بليني الأكبر،  الذي أعطى الكلمة للغة الإيطالية. افترض كاسيوس ديو، عضو مجلس الشيوخ الروماني الذي كتب باللغة اليونانية، أن الاسم مشتق إما من تماثيل الآلهة العديدة الموضوعة على طول جدران المبنى أو من تشابه القبة مع القبو السماوي. يشير عدم اليقين إلى أن اسم بانثيون (أو بانثيوم) كان مجرد اسم مستعار، وليس الاسم الرسمي للمبنى.
في الواقع، مفهوم أنه يمكن أن يكون هناك معبد مخصص لجميع الآلهة هو فكرة محل نقاش. تم العثور على «البانتيون» الوحيد الذي سجلته المصادر بالفعل قبل ذلك الخاص بأغريبا في أنطاكية في سوريا، على الرغم من أنه تم ذكره فقط في مصدر من القرن السادس الميلادي.
حاول زيجلر جمع الأدلة المتعلقة بوجود البانثيا، لكن قائمتةُ تتكون فقط من إهداءات بسيطة مثل «لجميع الآلهة» أو «للآلهة الإثني عشر»، والتي ليست بالضرورة استشهادات من المعابد الفعلية التي يتم فيها عبادة جميع الآلهة.

## البانثيون

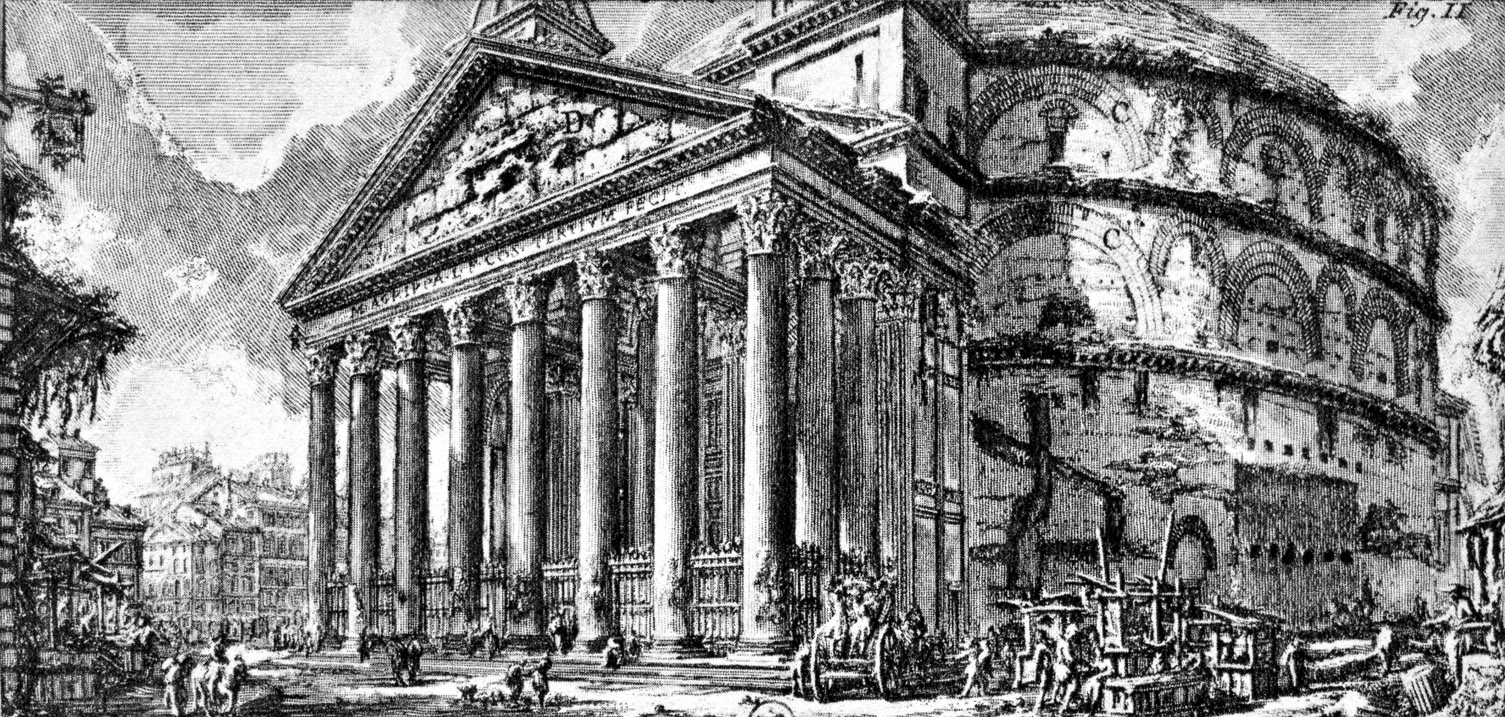
بانثيون روما

هذا النقش (M·AGRIPPA·L·F·COS·TERTIVM·FECIT) يمكن قراءته على الإفريز في مدخل الرواق. ينسب تشّييد هذا المبنى إلى ماركو بيبسانيو اجريبا، فهو صديق وقائد وصهر الامبراطور أوغسطس. وتُشير القنصلية الثالثة لأجريبا إلى عام 27 قبل الميلاد. وبالإضافة إلى ذلك، كاسيوس ديو تقع بين أعمال أجريبا في منطقة روما المعروفة باسم ميدان مارتا في عام 25 بعد الميلاد.
لقرونِ كان يُعتقد أن هذا النقش يشير إلى المبنى الحالي، ولكن بعد التحقيقات التي قام بها اشيدانى في القرن 19 عرف أنه في الواقع تم تدمير معبد أجريبا وأن ما هو موجود حالياً هو إعادة بناء تم في عهد أدريانو. وقد سمحت لنا آخر الاكتشافات في القرن 19 أن المعبد الأصلى كان يحمل أوجه تشابه مع المعبد الحالى.فان الرواق الحالى كان في الأصل واجهة لمعبد مطوق بالسواري.
وكان المعبد الأول مستطيل، مع ساحات رتبت بشكل مستعرض، كما هو الحال في معبد كونكورد في المنتدى الروماني، أو معبد بيوبى الصغير على تلة كامبيدوغليو. فقد بني من كتل من الحجر الجيري وواصطف من الرخام.ومن المعروف أيضا أن السنانير كانت من البرونز وأيضاً جبهة الديكور كانت من التماثيل وأعمدة على شكل امرأة. وفي داخل الرواق نجد مسارات تماثيل لأوغسطس وأجريبا.
بواسطة ديون كاسيو علمنا أن بانتيون لم يكن الاسم الحقيقى للمبنى وأن المقصد من أجريبا هو إنشاء عبادة سلالية، وربما مكرسة لحماية أبناء جوليا: المريخ والزهرة والمؤله يوليوس قيصر.ولقد تعرض المبنى إلى العديد من الأضرار بسبب الحريق في عام 80، والذي تم إصلاحه من قبل دوميثيانو، ولكن تعرض لدمار جديد في عهد تراجانو في عام 110.

## بانثيون أغريبا

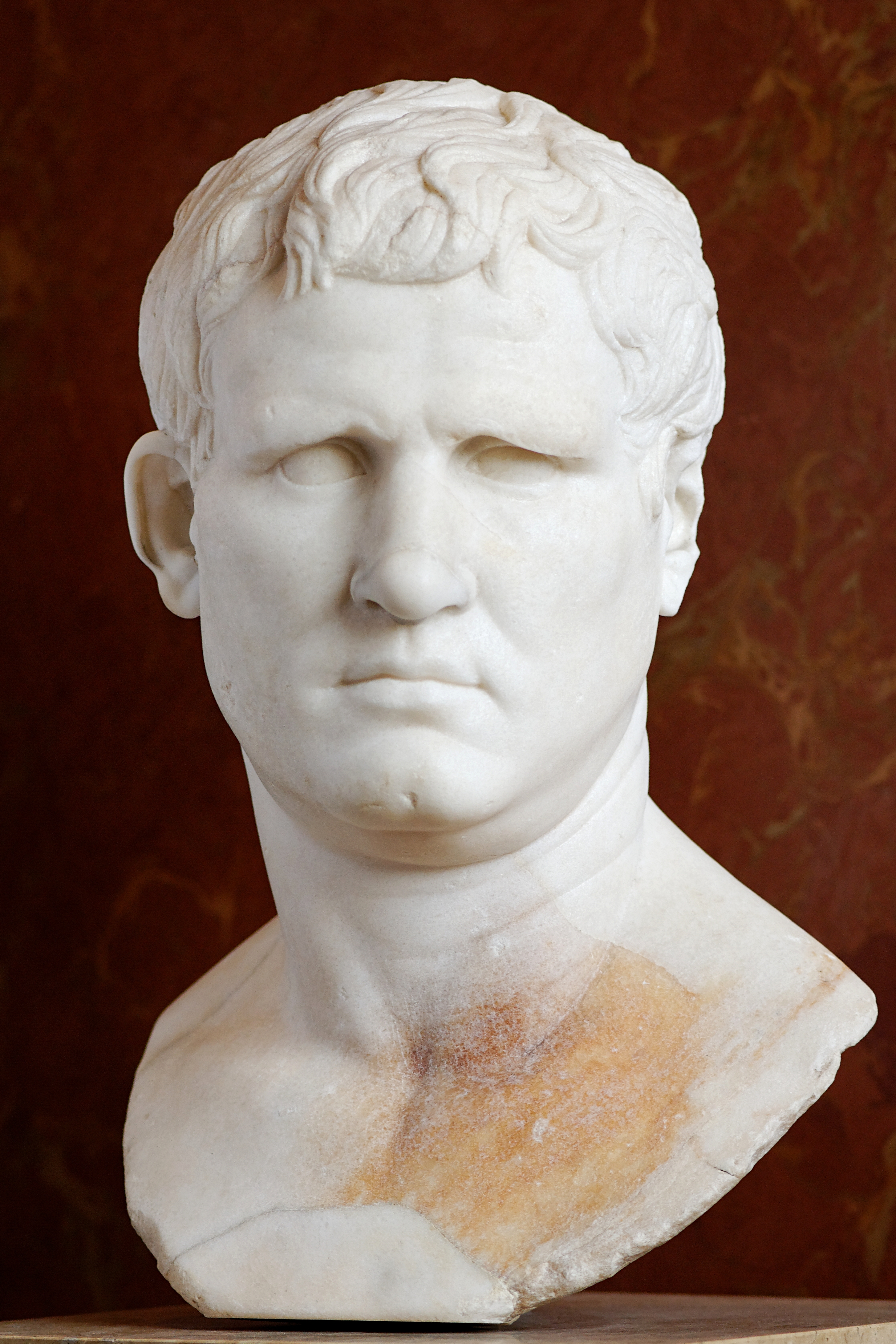
ماركو فيبسانيو أغريبا

تم بناء البانثيون الأول في 27-25 قبل الميلاد. بواسطة ماركوس فيبسانيوس أغريبا، صديق وصهر أوغسطس، في سياق تصميم منطقة كامبو مارتسيو، وإسند بناءه إلى لوسيو كوكسيو أوكتو. في الواقع، كان يقع بين مبني جوليا فينسز وبازيليك نبتون، التي بنيت على حساب أغريبا نفسه على منطقة يملكها، حيث تم محاذاة حمامات أغريبا، وكنيسة نبتون والبانثيون نفسه من الجنوب إلى الشمال.
يبدو من المحتمل أن كلا من البانثيون ومعبد نبتون كانا ضمن مقدسات أغريبا الخاصة (مباني خاصة للاستخدام المقدس) وليست إديس ببلس (معابد للاستخدام العام). يمكن أن تساعد هذه الوظيفة الأقل جدية في تفسير سبب فقدان ذاكرة الاسم الأصلي ووظيفته بهذه السرعة والسهولة (يعتقد زيولكوفسكي أنه كان في الأصل معبد المريخ في الحرم الجامعي مارتيوس) 

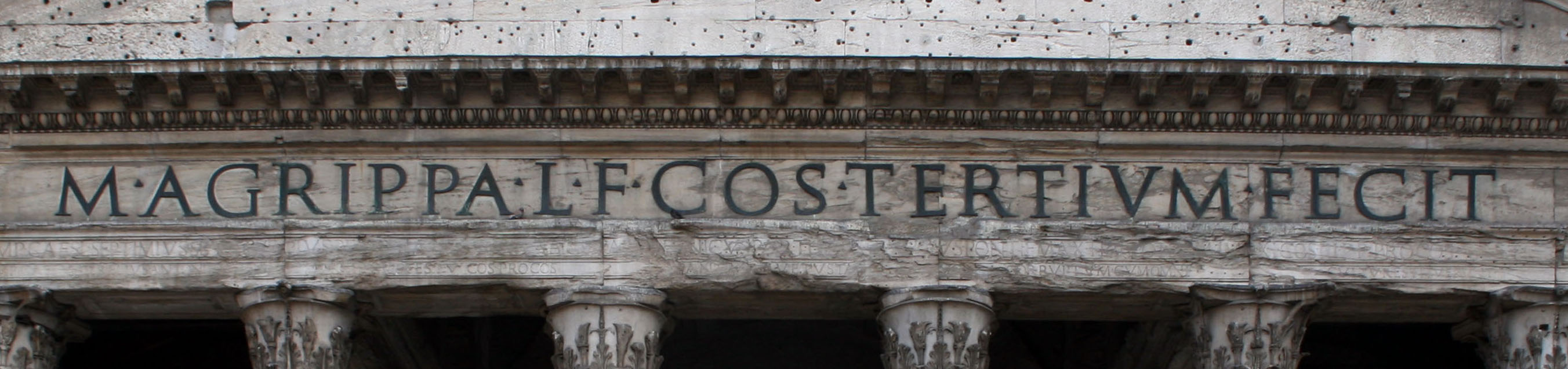
نقش أغريبا، نقله هادريان

نقش التفاني الأصلي للمبنى، الموضح في إعادة الإعمار اللاحقة لعصر هادريان، ينص على: M • AGRIPPA • L • F • COS • TERTIVM • FECIT، وهي: «ماركوس أغريبا، لوسي فيليوس، كونسول تيرتيوم فيسيت» (لاتينية)، «ماركو أغريبا، ابن لوسيو، القنصل للمرة الثالثة بناه» (CIL السادس، 896) يعود تاريخ قنصلية أغريبا الثالثة إلى عام 27 قبل الميلاد. لكن كاسيوس ديو يسردها مع بازيليك نبتون وصالة لاكونيان للألعاب من بين أعمال أغريبا التي اكتملت في 25 قبل الميلاد.
من البقايا التي تم العثور عليها على بعد 2.50 مترًا أسفل المبنى في نهاية القرن التاسع عشر، من المعروف أنَّ هذا المعبد الأول كان له مخطط مستطيل (43.76 × 19.82 مترًا ) مع رواق مستعرض، أعرض من الطول (مثل معبد كونكورديا في المنتدى الروماني ومعبد فيوفي الصغير على تل كابيتولين)، المبني من كتل الحجر الجيري المغطاة بألواح من الرخام. كان المبنى مواجهًا للجنوب، في الاتجاه المعاكس لإعادة إعمار هادريان، مسبوقًا برواق على الجانب الطويل الذي يبلغ عرضه 21.26 مترًا. أمامها كانت هناك منطقة دائرية مكشوفة، نوع من التنسيق الذي يفصل المعبد عن بازيليك نبتون، محاط بجدار في عمل شبكي وأرضية في ألواح من الحجر الجيري. على قمة هذه الألواح، تم بعد ذلك وضع ألواح رخامية أخرى، ربما أثناء ترميم دوميتيان. ومع ذلك، كان مبنى أغريبا يحتوي على المحور المركزي الذي يُحاذي المبنى الأحدث وكان عرض الخلية مساويًا للقطر الداخلي للقاعة المستديرة. يُحاذي أيضًا عمق مبنى أوغسطان بالكامل مع عمق هادريانوس برونوس. المصدر الوحيد الذي يصف زخارف البانثيون في أغريبا هو بليني الأكبر، الذي رآه شخصيًا. في كتابه هيستوريا ناتوراليس (التاريخ الطبيعي)، يذكر، في الواقع، أن التيجان كانت مصنوعة من البرونز السيراقوسي. وأن الزخرفة تضمنت تماثيل كارواي (caryatid) وتماثيل منحنية. تم نحت الكارواي الموضوعة على أعمدة المعبد من قبل ديوجينيس من أثينا.
كان المعبد يطل على ساحة (تحتلها الآن قاعة هادريانيك المستديرة) محدودة على الجانب الآخر من بازيليك نبتون. يذكر كاسيو ديون كوتشيانو أن «البانثيون» كان يحمل هذا الاسم ربما لأنه كان يضم تماثيل العديد من الآلهة أو ربما لأن قبة المبنى تذكر بالقبو السماوي (وبالتالي آلهة الكواكب السبعة)، وأنَّ نية أغريبا كانت إنشاء مكان للعبادة الأسري، مكرس للآلهة الحامية جينس يوليا، (Gens Iulia) (المريخ والزهرة)، نظرًا لأن الإمبراطور كان يعارض كليهما، فقد كان لدى أغريبا تمثال يوليوس، (Giulio) (أي القيصر المؤله) في الرواق الخارجي، حيث تم وضع تمثال لأوكتافيان أوغسطس، ومنه اشتق المبنى اسمه، واحد لاوكتافيان وواحد لنفسه، احتفالًا بصداقتهما وحماستهما للصالح العام. دمرته النيران عام 80 ، وتم ترميمه تحت حكم دوميتيان، لكنه تعرض للدمار الثاني عام 110 بعد الميلاد. تحت تراجان بسبب البرق.

## إعادة بناء البانثيون من قِبل هادريان

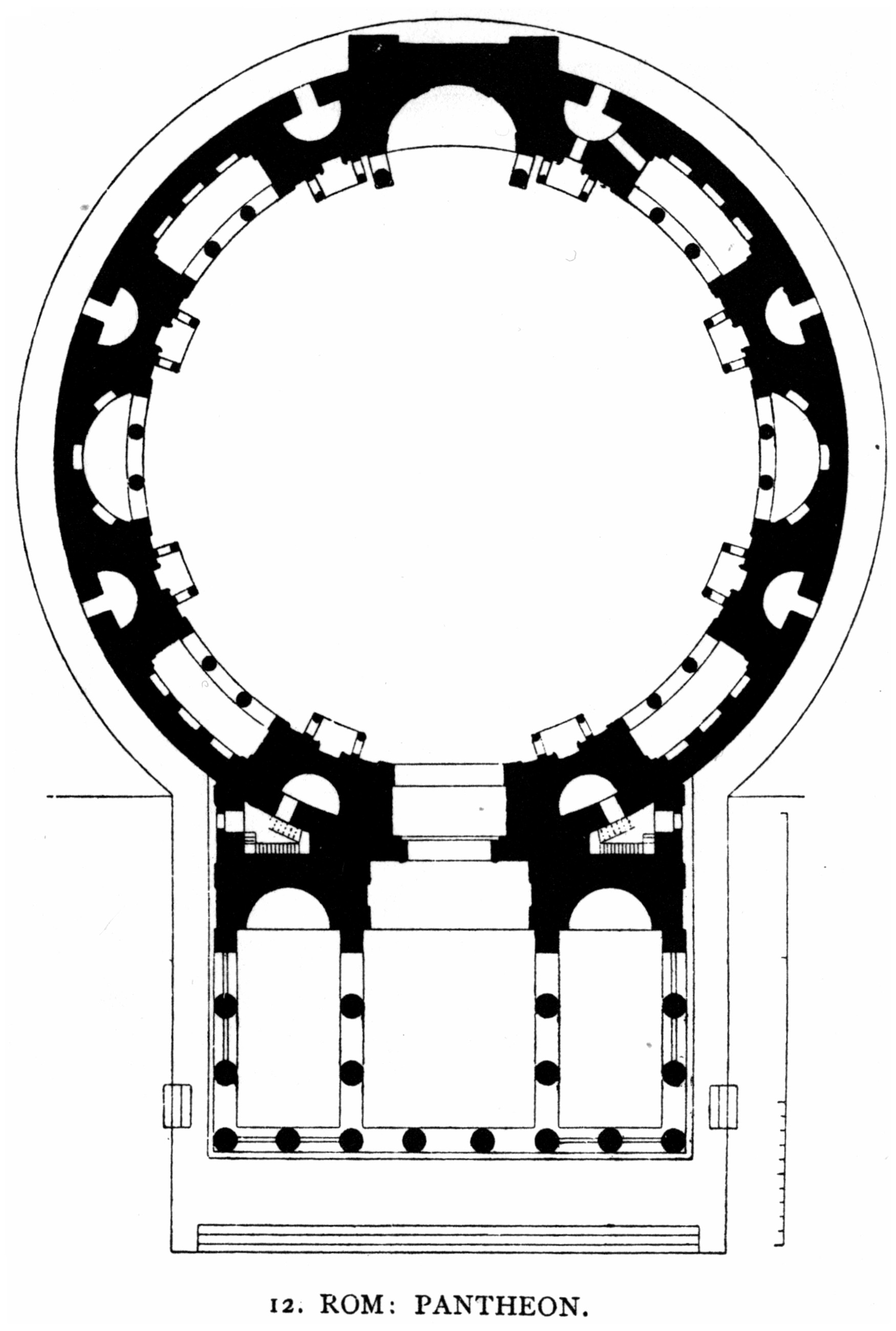
مخطط البانثيون هادريان

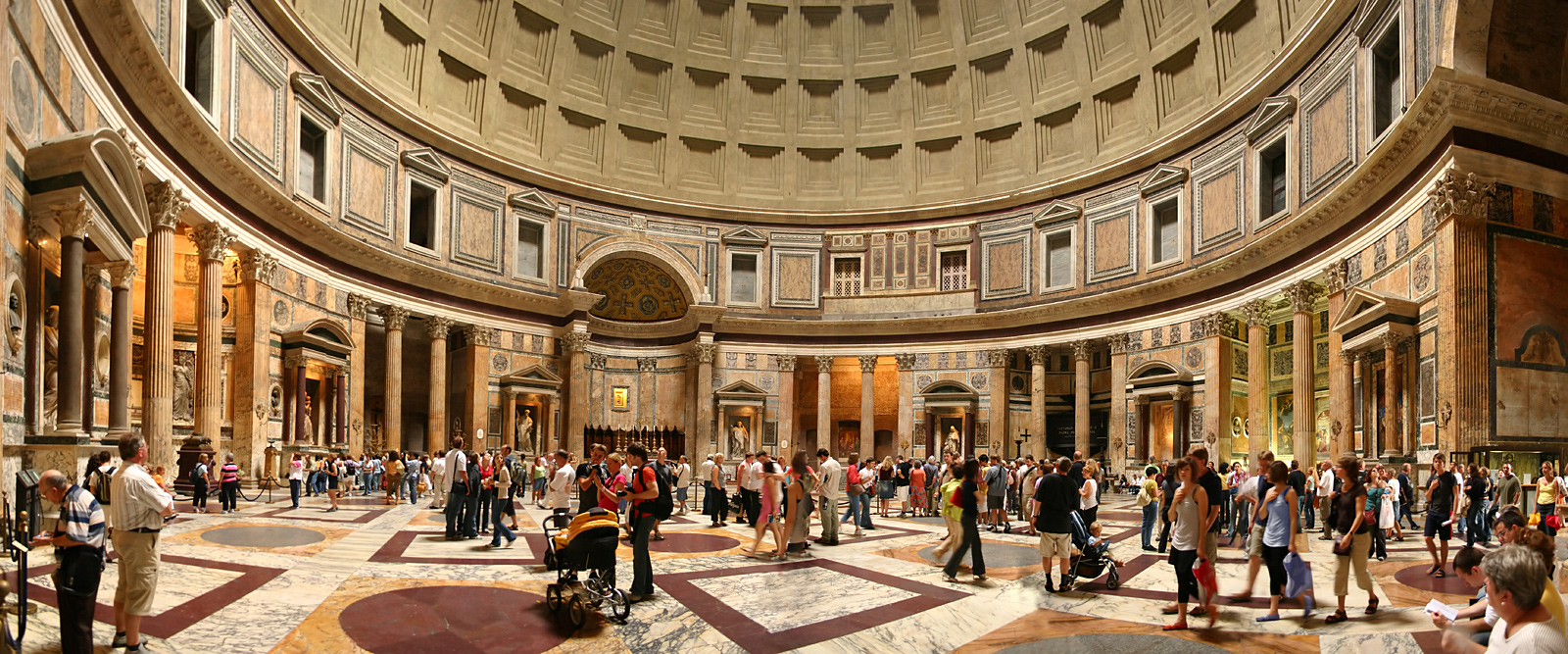
داخل البانثيون

في عهد هادريان أعيد بناء المبنى بالكامل. تعود طوابع الطوب (العلامات التجارية السنوية على الطوب) إلى الأعوام 115-127م  التي تم وضعها فور تدمير المبنى السابق في عصر تراجان، يمكن أن تُنسب إلى المهندس المعماري أبولودوروس الدمشقي  ويمكن الافتراض أن الإمبراطور افتتح المعبد أثناء إقامته في العاصمة بين 125و 128م. وفقًا للبعض، ومن الممكن أيضًا، وفقًا لاعتبارات على مخالفات وخصائص البناء، أن البناء بدأ تحت تراجان، استؤنف عند وفاته من قبل هادريان، توقف لبعض الوقت، ثم اكتمل مع بعض التغييرات على المشروع الأولي، ولا سيما فيما يتعلق بتقليل ارتفاع الأعمدة في الرواق من 50 إلى 40 قدمًا.
يتكون المبنى من رواق متصل بقاعة مستديرة كبيرة عن طريق هيكل مستطيل متوسط. مقارنة بالمبنى السابق، انعكس الاتجاه باتجاه الشمال. احتل الرواق الكبير والهيكل المتصل بالقاعة المستديرة (الجزء الأمامي) المساحة الكاملة للمعبد السابق، بينما تم بناء القاعة المستديرة تقريبًا مما يجعلها تتداخل مع ساحة أوغسطان الدائرية المسورة التي فصلت البانثيون عن بازيليك نبتون. يسبق المعبد مربع به أروقة من ثلاث جهات ومرصوفة بألواح من الحجر الجيري. أقيمت القاعة المستديرة على أساس متين مكون من حلقة خرسانية بسمك 7.3 متر وعمق 4.5 متر.
زمنياً، تم بناء القاعة الدائرية أولاً، ثم الجزء الأمامي منها، وأخيراً البروناوس (الرواق).

## مميزاته
يُعد بناء غرفة مستديرة كبيرة مجاورة للرواق بالمعبد الكلاسيكي هو الابتكار في العمارة الرومانية.كان يستخدم نموذج المساحة الدائري بواسطة قبو مغطى في نفس الوقت تقريبا في الغرف الحرارية الكبيرة، ولكنه كان في ذلك استخدام جديد في المعبد.فكان من المهم أن يظهر بوضوح تأثير المفاجأة بمجرد العبور من عتبة المدخل.

مقطع عرضي للبانثيون يوضح كيف تتناسب كرة قطرها 43.3 مترًا تحت القبة.

وكان يعتبر بناء القبة على أسطوانة دائرية، نموذجا للعمارة في ذلك الوقت.الفضاء الداخلي للمبني يتألف من اسطوانة مغطاه بنصف كُرة. ارتفاع الاسطوانة مساوِ لنصف قطره الكُرة، وإجمالي ارتفاعهما (الاسطوانة ونصف الكُرة (القُبة)) يساوي القطر، حتى تتمكن من الانخراط في المجال الكامل في المساحة الداخلية.ويبلغ قطر القبة هو 43.44 متر (150 قدم)، مما يجعلها أكبر قبة خرسانية من حيث الكتلة في التاريخ. تم بناء قبة كاتدرائية القديس بطرس أصغر قليلا.

### الرواق

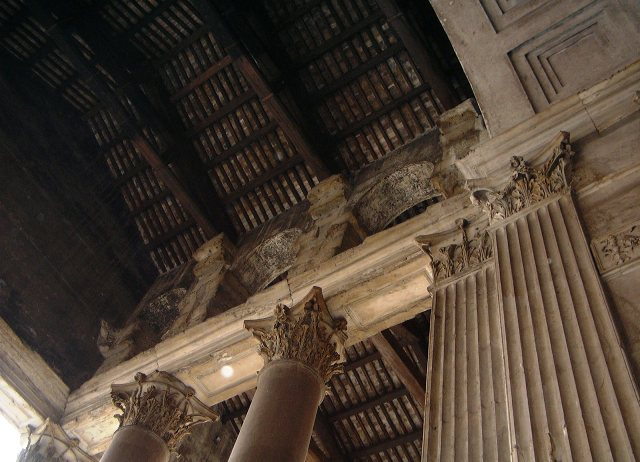
تغطية الرواق (البروناوس)

الرواق به (16 عمودًا، 8 أعمدة جرانيتية رمادية من جزيرة إلبا و 8 أعمدة من الجرانيت الوردي من مقلع مونس كلوديانوس في مصر، بمقاس 34.20 م × 15.62 م وتم رفعه بمقدار 1.32م فوق مستوى البلازا  الذي تم الوصول إليه عن طريق خمس درجات. يبلغ إجمالي ارتفاع النظام 14.15 مترًا ويبلغ قطر السيقان 1.48 مترًا عند القاعدة.
على الواجهة، يحمل الإفريز نقش أغريبا بأحرف برونزية، بينما يوجد نقش ثانٍ بأحرف أصغر يتعلق بترميم متواضع تم إجراؤه عام 202 بعد الميلاد. بواسطة سبتيموس سيفيروس وكاراكلا، تم نقشها على المبني تحت الأول. وكان الجزء العلوي المثلث الشكل مزين بأشكال برونزية مثبتة في الأسفل بمسامير تظهر مقاعدها في نتوء الرخام.
في الداخل، أربعة صفوف من عمودين (موضوعة بالتوافق مع الأعمدة الأول والثالث والسادس والثامن من الصف الأول) تقسم المساحة إلى ثلاث بلاطات: يؤدي الجزء الأوسط الأعرض إلى باب الوصول الكبير للقاعة، بينما تؤدي الاعمدة الجانبية الي منافذ كبيرة كان من المقرر أن تضم تماثيل أغسطس وأغريبا المنقولة هنا من مبنى أوغسطان. الأعمدة من الجرانيت الرمادي (ثمانية على الواجهة) والوردي (ثمانية موزعة في الصفين خلفها)، قادمة من مقالع الحجارة المصرية في أسوان، وكانت أروقة الساحة باللون الرمادي أيضًا من الجرانيت، على الرغم من أنها ذات أبعاد أصغر. بُنيت التيجان الكورنثية وقواعد وعناصر السطح الخارجي من الرخام الأبيض البنتيلي،

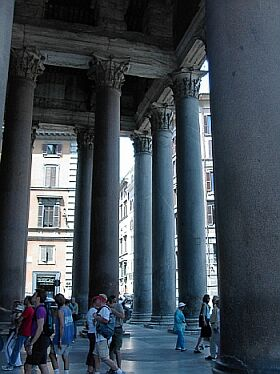
المناطق الداخلية من الرواق

القادم من اليونان. تم استبدال العمود الأخير على الجانب الشرقي من الرواق، المفقود منذ القرن الخامس عشر، بعمود من الجرانيت الرمادي تحت حكم البابا ألكسندر السابع، كما تم استبدال العمود في الطرف الشرقي من الواجهة تحت حكم البابا أوربان الثامن بعمود من الجرانيت الأحمر .: لذلك تم تغيير التناوب الأصلي للألوان في الأعمدة بمرور الوقت. جاء العمودان الجديدان من الحمامات النيرونية.
أصبح الجزء العلوي المثلث الشكل في الواجهة (التي لم تتم معايرته وفقًا للنسبة اليونانية القانونية) أملسًا بسبب فقد الزخرفة البرونزية، والتي لا يزال من الممكن رؤية ثقوب الدعامات التي تدعمها. من موقع الثقوب المتبقية، يُعتقد أن الزخرفة ربما كانت تمثل نسرًا بتاج.
يتم دعم السقف المائل المزدوج بدعامات خشبية مدعمة بجدران من الطوب مع أقواس ترتكز على صفوف الأعمدة الداخلية. تمت إزالة السقف البرونزي للجمالون الخشبي للرواق في عام 1625 (أو في عام 1632 ) في عهد البابا أوربان الثامن لبناء 80 مدفعًا في قلعة سانت أنجيلو  والجزء الباقي لبناء مظلة كاتدرائية القديس بطرس، التي صممها جيان لورينزو بيرنيني: لهذا نجد «المصطلح» الشهير في قصيدة باسكيناد، البرابرة غير البرابرة («مالم يفعلة البرابرة فعلة، باربيريني،[ اسم عائلة البابا أوربان الثامن]»). تمت كتابته. تم رصف منطقة الرواق بألواح رخامية ملونة مرتبة حسب نمط هندسي من الدوائر والمربعات. جوانب الرواق مغطاة أيضًا بالرخام.

### المُقدمة
الهيكل الوسيط الذي يربط الرواق بالقاعة يتكون من أعمدة من الطوب (لبنة)، تتكون من عمودين ضخمين يتكئان على القاعة المستديرة، متصلين بقبو استمر بسلاسة مع القبو البرونزي الأصلي المتصل مع الجزء المركزي من الرواق. الأعمدة لها سلالم وصول إلى الجزء العلوي من القاعة المستديرة. الجدار مغطى بألواح من الرخام البنتيلي ومزين من الخارج وعلى جانبي البوابة توجد صفوف من الأعمدة التي تستمر في الرواق. بين الأعمدة لوحات زخرفية ذات أكاليل ورموز كهنوتية وأدوات قرابين.
من الخارج، يكون للهيكل نفس ارتفاع الأسطوانة المستديرة، ومثل الاسطوانة، كان له طلاء من الجص، والذي اختفى بعد ذلك.على الواجهة، تكرر قاعدة من الطوب تلك الموجودة في الرواق على ارتفاع أكبر، وتتكون من تقسيمات أفاريز متسلسلة على القاعة المستديرة، والتي تستمر بسلاسة على الجدران الخارجية للهيكل المستطيل فوق ترتيب الأعمدة. ومع ذلك، كان يجب أن تكون النبتة، التي يخفيها الرواق، مرئية فقط من مسافة بعيدة. أدى الاختلاف في المستوى بين الرواق والهيكل المستطيل إلى فرضية أن الرواق للمبنى كان مخططًا أصلاً ليكون أكبر، مع أعمدة عمودية بطول 50 قدمًا (14.80 م) بدلاً من 40 قدمًا (11.84 م) ، لكن لم تتمكن محاجر الجرانيت المصرية، التي تم استغلالها بالفعل في المدخل الشمالي الضخم لمنتدى تراجان، من توفير أعمدة متجانسة أخرى بهذا الحجم الاستثنائي، وبالتالي كان لا بد من تقليص المشروع وتعديله. البوابة البرونزية، الأقدم والأكثر إثارة للإعجاب من بين تلك التي لا تزال مستخدمة في روما ، يبلغ عرضها 4.45 مترًا وارتفاعها 7.53 مترًا.

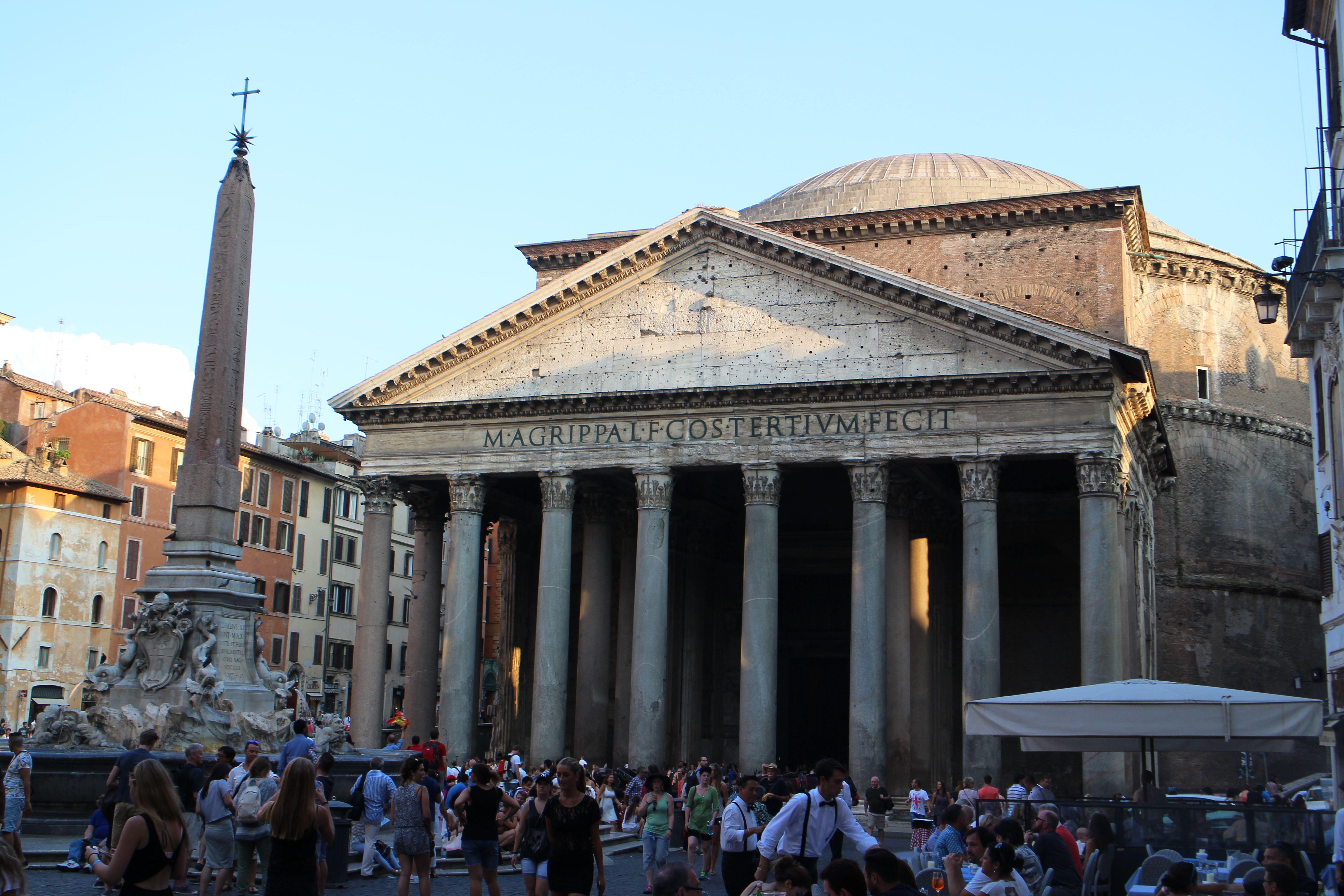
المقدمة

### القبة الخارجية
يخفي الجزء الخارجي من القاعة المستديرة القبة للثلث، ويبني جسمًا أسطوانيًا لا يعدو كونه امتدادًا رأسيًا للأسطوانة. وهكذا يتم إحاطة تجويف كبير بين القبة والجدار الخارجي حيث تم إنشاء نظام مزدوج من الغرف ذات النوافذ، منظمة على ممر حلقي، والذي له أيضًا وظيفة تخفيف وزن القبة. لم يكن الجسم الخارجي للقاعة المستديرة، باستثناء القبة، مرئيًا في العصور القديمة، حيث كان مخفيًا بسبب وجود مبانٍ أخرى متجاورة؛ لهذا السبب ليس له زخارف معينة، باستثناء ثلاثة أفاريز متدرجة على ارتفاعات مختلفة: بالتوافق مع السطح الداخلي للترتيب الداخلي الأول، على طول خط القبة وعلى الجزء العلوى من للقاعة. يتوافق كل من هذه الأشرطة الثلاثة أيضًا مع المواد المختلفة المستخدمة في المبنى، وهي أخف بالتدرج ؛ بمزيد من التفصيل، من أسفل إلى أعلى،  تم استخدام مايلى:
- النطاق الأول: طبقات من الخرسانة بالتناوب مع ركام حبيبي من الترافرتين والتوفا؛
- النطاق الثاني: طبقات من الخرسانة بالتناوب ركام حبيبي من التوفا والتيراكوتا؛
- النطاق الثالث: طبقات من الخرسانة مع ركام حبيبي من من خفاف (البيومس) فقط.

### الجزء الداخلي من القاعة المستديرة

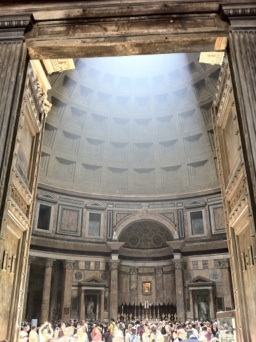
منظر داخلي في الاعتدال الربيعي

«كنت أرغب في أن يمثل هذا الملاذ لجميع الآلهة الكرة الأرضية والكرة السماوية، الكرة الأرضية التي تحتوي على بذور النار الأبدية، وكلها محتواة في الكرة المجوفة» (مارغريت يورسينار، مذكرات هادريان) يتكون الفضاء الداخلي للخلية المستديرة من أسطوانة مغطاة بنصف كرة. يبلغ ارتفاع الاسطوانة نصف القطر (21.72 م) والارتفاع الكلي للداخل يساوي القطر (43.44 م ؛ 43.30 م ).
في المستوى السفلي، توجد ستة منافذ كبيرة (بعمودين في المقدمة)، مستطيلة (شبه منحرفة في الواقع) ونصف دائرية، بالإضافة إلى المدخل والمحراب. تم تأطير هذا المستوى الأول بترتيب معماري بأعمدة تتوافق مع فتح الكوات والأعمدة في الأقسام الوسيطة من الجدار، والتي تدعم السطح المستمر. فقط الحنية المقابلة للمدخل محاطة بعمودين بارزين من الجدار. يستمر السطح المُعمد في القاعة المستديرة في النوافذ أو المشكاة والمحراب المُتوج بشِبه قُبة.
بين الأعمدة وفراغات الكوات، في الجزء المُصمت ثمانية أعمدة صغيرة على قاعدة عالية تُسمي أيدكل (aediculae)، مع أقواس مثلثة ومتقاربة بالتناوب. والجدران مغطاة بألواح رخامية ملونة.
تم استخدام تقنية التطّعيم بالرخام (أوبس سيشيكونالي) في الجزء العلوي، وكان له ترتيب من أعمدة الرخام السماقي المؤطرة للنوافذ والمكسّوة بألواح رخامية ملونة. تطل النوافذ من أول حلقة داخلية. تم استبدال الزخرفة الرومانية الأصلية لهذا الجزء بواسطة المهندس المعماري باولو بوسي عام 1747 بناءً على توصية من البابا بنديكتوس الرابع عشر. في القطاع الجنوبي الغربي، تمت استعادة جزء من المظهر الروماني الأصلي لهذا المستوى في الثلاثينيات من القرن العشرين، ولكن ليس بدقة كاملة.
أرضية القاعة المستديرة ليست هي الأرضية الأصلية، لأنها أعيد بناؤها في عام 1873، ولكنها تحمل نفس التاثير لتلك التي تعود إلى فترة هادريان، فهي محدبة قليلاً نحو الجوانب،(تم إزاحتها حوالي 2 متر شمال غرب من المركز) وتصنع ميلان حوالي 30 سم مع الجزء الأعلى، في حين أنها مقعرة في المركز لضمان أن المطر الذي يسقط داخل المعبد من خلال الكوة الموجودة أعلى القبة، يتدفق الي نحو 22 حفرة تصريف تقع في وسط القاعة المستديرة. هناك بعض الأساطير التي تفيد بأن المطر لا يدخل الكوة بسبب نظام التيارات الهوائية، لكن من الواضح أنها خاطئة. غطاء الأرضية عبارة عن ألواح ذات نمط من المربعات تتكون من نقوش دوائر صغيرة أو مربعات بالتناوب. المواد المستخدمة هي السماق العتيق والجرانيت ورخام بافوناتسو.

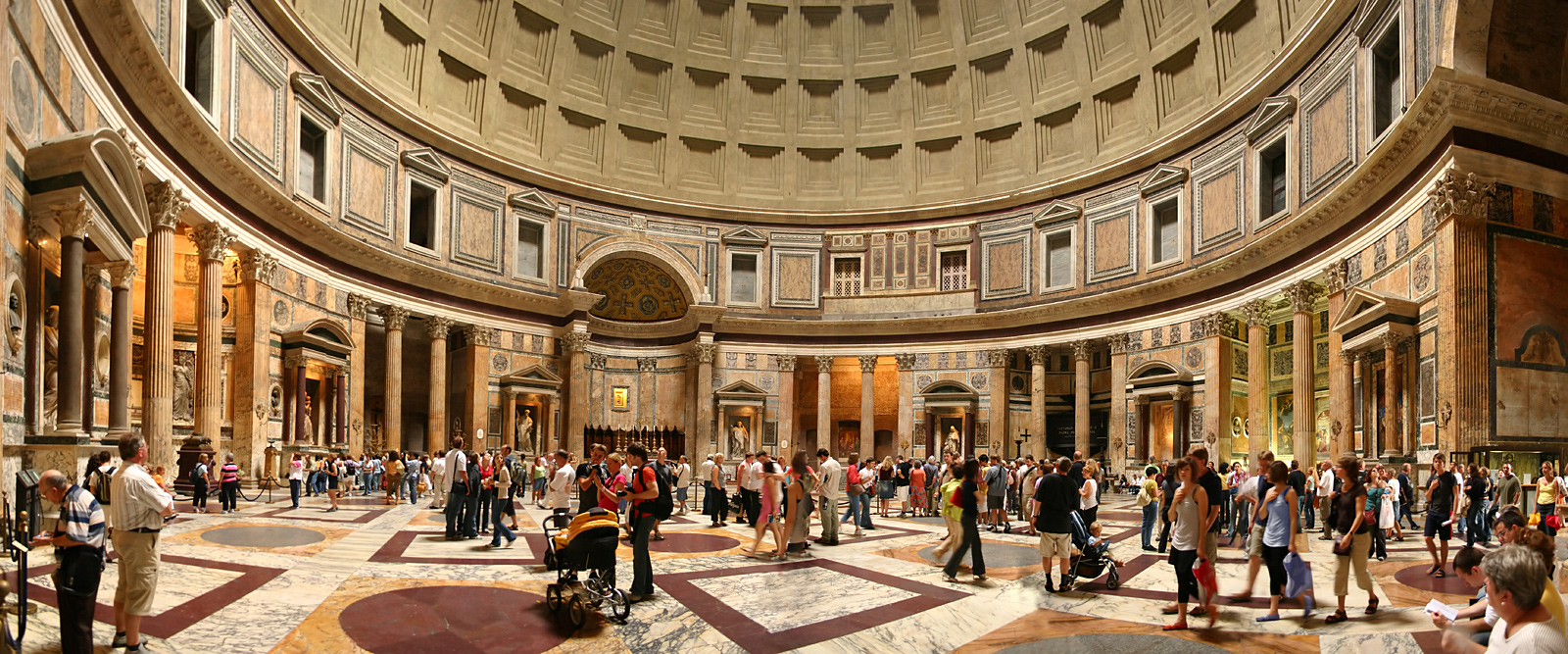
منظر بانورامي من الداخل

### القبة

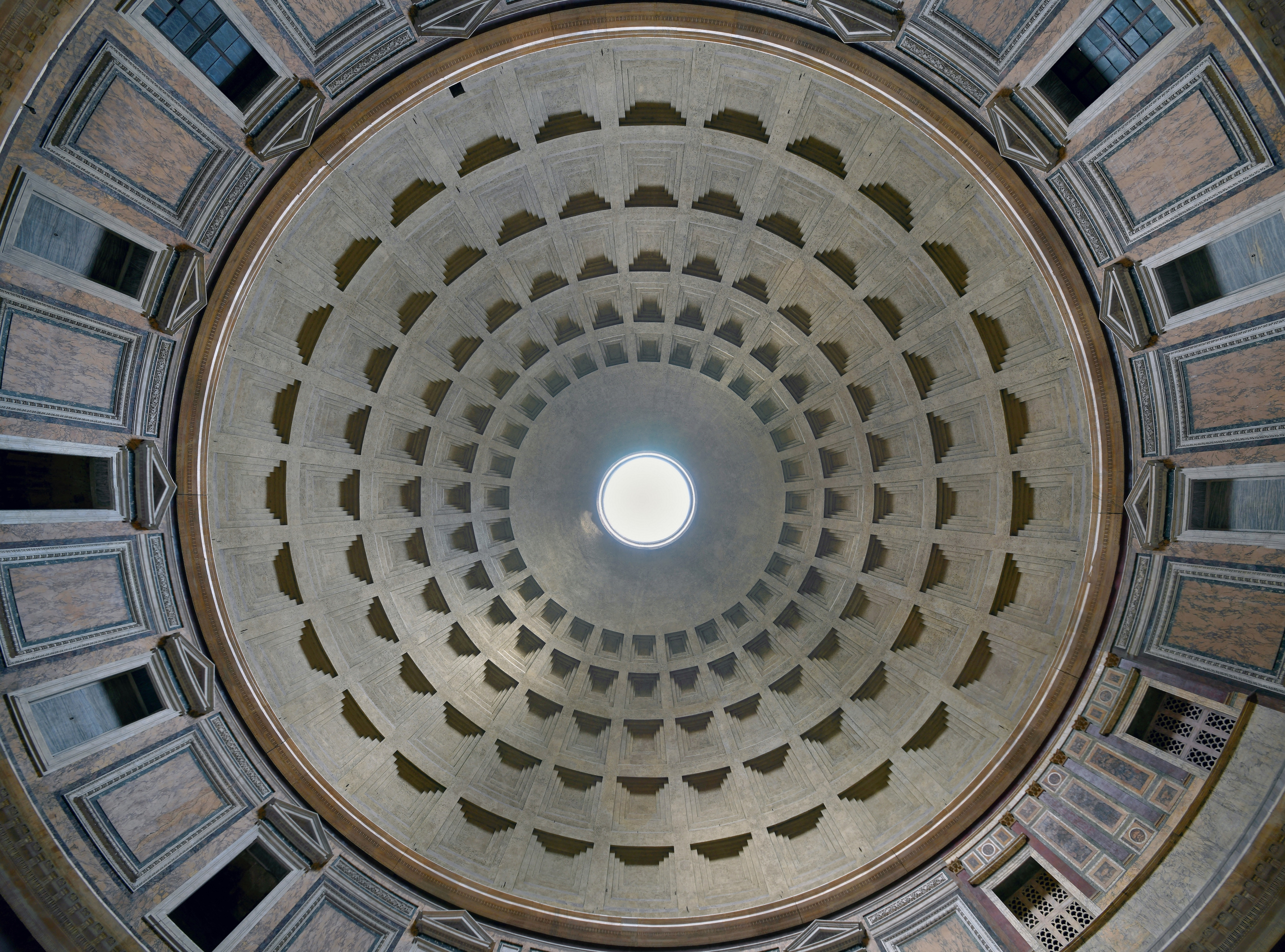
القبة من الداخل

القبة، التي يبلغ قطرها 43.44 مترًا  (43.30 مترًا وفقًا لـ سينتي وآل. وكواريلي )، وتزن أكثر من 5000 طن، هي النموذج الأصلي للقباب التي بنيت في القرون التالية في أوروبا ومنطقة البحر الأبيض المتوسط، سواء في الكنائس المسيحية أو في المساجد الإسلامية. بالنسبة للقطر، اليوم، إذا لم نعتبر سقف CNIT (مركز الصناعات الحديثة والتقنيات) في باريس كقبة (في الواقع هو قبو متقاطع)، فإنَّ قبة البانثيون لا تزال أكبر قبة إلى العالم، متجاوزًا كل من قبة كاتدرائية القديس بطرس (قطرها 42.52 م ) وقبة برونليسكي في فلورنسا (قطر أصغر 41.47 م ) وقبة ايا صوفيا في القسطنطينية (قطر أكبر من 31.24). من بين القباب الخرسانية، لا يزال قطر البانثيون غير مسبوق. بداخلها خمسة أنساق أو طبقات من ثمانية وعشرين خزانة أو مربع (coffers) ؛ كان الرقم 28 هو الرقم الذي اعتبره القدماء مثاليًا، حيث تم الحصول عليه من المجموع 1 + 2 + 3 + 4 + 5 + 6 + 7 وأن الرقم سبعة هو الرقم الذي يشير إلى الكمال، لأن سبعة كواكب مرئية بالعين المجردة. الحلقات ذات حجم متناقص تتقدم لأعلى، وهي غائبة في النطاق العريض الأملس بالقرب من ذروة الكوة، والتي يبلغ قطرها 9 أمتار.
تحيط القبة، بإطار من البلاط البرونزي المثبت على القبة، والذي ربما استمر داخليًا حتى أعلى صف من القيسونات. يقول التقليد الروماني أن المطر لا يتغلغل في البانثيون بسبب ما يسمى بـ «تأثير المدخنة»: في الواقع إنه أسطورة مرتبطة بالماضي، عندما كان عدد لا يحصى من الشموع التي أضاءت في الكنيسة تنتج تيارًا من الهواء الساخن الذي يصعد نحو الاعلي والذي التقى بالمطر فاخفاه، وبذلك ألغى تصور دخول الماء. أصبح هذا الإدراك ممكنًا بفضل سلسلة من الوسائل التي تساهم في الإنشاء: من استخدام التدرج إلى استخدام مواد أخف وزناً بشكل متزايد. في الطبقة الأقرب للأسطوانة يتكون الخليط من طبقات من الخرسانة مع حبيبات من الطوب، وتتكون من الخرسانة مع ركام التوفا، بينما في الجزء العلوي، بالقرب من الكوة، توجد خرسانة ممزوجة الرماد البركاني. بُنيت القبة في قالب واحد على ضلع خشبي ضخم.
من الخارج، تم إخفاء القبة في الأسفل بارتفاع الجدار المستدير، وبالتالي فهي مقسّمة إلى سبع حلقات متراكبة، لا يزال الجزء السفلي منها يحتفظ بالكسوة الرخامية. تمت تغطية الباقي ببلاطات برونزية مذهبة، أزالها الإمبراطور البيزنطي كونستانت الثاني عام 655، باستثناء تلك التي كانت حول الكوة التي لا تزال في الموقع. في القرن الثامن، قام البابا غريغوري الثالث بترميم السقف بألواح من الرصاص. ثم قام البابا نيكولاس الخامس وغريغوري السادس عشر بأعمال ترميم السطح. يتناقص سمك البناء التدريجي إلى الأعلى (من 5.90 م تحت إلى 1.50 م بالتوافق مع الجزء المحيط بالمحطة المركزية ).

### الإنشاء
لتحمُل جميع أنواع القوة، يجب أن يوازن الهيكل الداخلي للمبنى المركزي (الشكل الاسطواني والقُبة) في نفس الوقت الدفع الرأسي في الجزء العلوي من القبو والقوى التي يتم تفريغها عند قاعدة القبة. حَل البناة الرومان هذه المشاكل بطريقتين أساسيتين: البحث عن أنسب المواد والتحكم في اتجاه توجية القوة.

#### اختيار مواد البناء

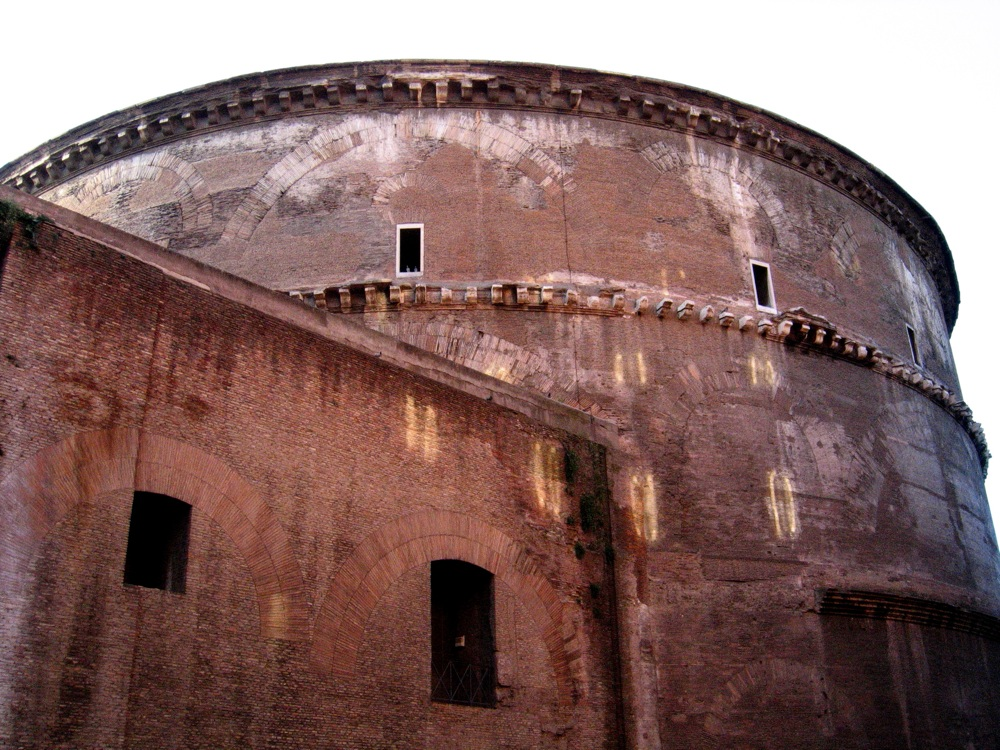
ظهر الاسطوانة. الفتحات القديمة مرئية فوق الإطار المتوسط

إنَّ الاستخدام المكثف للخرسانة (أوبوس الكينمينسيوم) المصبوبة بين واجهات الطوب (أوبوس لاتيريكيوم)، تجعل المبنى كتلة متماسكة تضمن صلابتها ومقاومة جيدة لقوى التشوه. اعتمادًا على ارتفاع المبنى، تشتمل الخرسانة المستخدمة على ركام حبيبي مختلف مناسب لاحتياجات القوة أو الخفة. بدءًا من الأسفل، هناك خمسة أنواع مختلفة من الخرسانة: جدار القاعة المستديرة، حتى الإطار الخارجي الأول، يتكون من الخرسانة التي تظهر فيها حبيبات من التوفا والحجر الجيري (الترافرتين)؛ بين الإطار الأول والثاني، تتكون الخرسانة من ركام حبيبي من التوفا. تم بناء الجدار فوق الكورنيش الثاني والحلقة الأولى من القبة من الخرسانة مع ركام حبيبي من الطوب المسحوق، في حين أن الحلقة الثانية من القبة مبنية من الخرسانة التي تحتوي ركام حبيبي مع الطوب المسحوق والتوفا. صُنع غطاء القبة بعناية كبيرة، حيث تم بناؤه من الخرسانة التي تحتوي على خفاف حبيبي وتوفا، مع تناقص تدريجي في السُمك، من 5.90 مترًا عند القاعدة إلى 1.5 مترًا فقط على مستوى العين، ثم تم تغطيتها بسمك 15 سم طبقة طلاء مانع التسرب. ملاط الخرسانة الرومانية هو خليط من الرمل والجير. بمرور الوقت، يميل إلى التكلس أكثر فأكثر، مما يضمن ختمًا ممتازًا على مر القرون.

#### إعادة توجيه اتجاه القوة

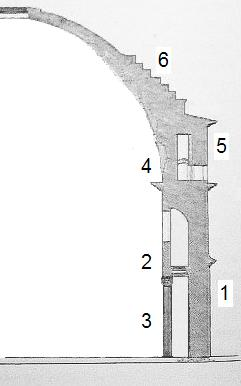
قسم الجدار المستدير: 1) خارجي، 2) داخلي، 3) إكسايدرا وأعمدة بالتناوب مع الأعمدة الكاملة، 4) قاعدة القبة، 5) ارتفاع الجدار، 6) حلقة تحميل.

تم استخدام تقنية الدفع الساكن المتشعب لبناء القُبة: قاعدة القبة (4 في الشكل على الجانب) تميل إلى دفع الجدار الذي يدعمها للخارج. هذه الأسطوانة ليست ممتلئة، لكنها مجوفة بواسطة سبع فجوات (3 في الشكل الموجود على الجانب). وبالتالي فإن وزن القبة مدعوم بأعمدة البناء الثمانية الضخمة التي تفصل بين هذه المساحات الفارغة. لذلك كان من الضروري مُوازنة دفعات الطرد المركزي الجانبي وتحويلة الي دفع رأسي على الأعمدة الثمانية. لتحقيق هذه النتائج، تبنى المصنعون حلولاً متعددة منها:
يتجاوز الجدار الخارجي (1 في الشكل الجانبي) سفح القبة بمقدار 8.40 م (5 في الشكل على الجانب) ويعمل كدعم؛
توجد في قاعدة القبة سلسلة من سبع حلقات خرسانية مرتبة في درجات (6 في الشكل الموجود على الجانب)، يمكن رؤيتها من الخارج، والتي تحول دفعات الطرد المركزي الجانبية إلى دفع رأسي؛
يتضمن سمك القاعة المستديرة أقواس تفريغ كبيرة ذات قدمين (طوب مربع مع قدمين على كل جانب)، والتي توجه الدفع الي الأعمدة المستديرة؛ أقواس أخرى من الطوب مدرجة في جدار القاعة المستديرة، ولكنها مرئية من الخارج بعد اختفاء الجص، تعيد توجيه الدفع نحو الأعمدة؛ يتم تعزيز الجزء المحمل للجدار الأسطواني بسلسلة من الأقواس الشعاعية الصغيرة بين المستويات العليا للجدار الداخلي والجدار الخارجي.

### خصائص العمارة
كان بناء البانثيون تحفة هندسية، حيث تم تفسير الفكرة المعمارية بشكل مثالي من خلال نهج تقني تجريبي (تم معالجة الهبوط والشقوق التي حدثت مباشرة بعد البناء على الفور). تمنح المكانية الكروية المثالية المشاهد إحساسًا بتناغم غير عادي، «بلا حراك وساكن» ، بفضل العلاقات المتوازنة بين الأعضاء المختلفة، مع التأثيرات المفصلية للضوء والظل في الخزائن والمنافذ والقاعات. إن إدخال غرفة مستديرة كبيرة خلف مبنى المعبد الكلاسيكي لم يسبق له مثيل في العالم القديم، على الأقل بناءً على الهندسة المعمارية التي أتت إلينا أو التي نعرفها من المصادر الأدبية. ربما كانت هناك سابقة في روما لمبنى دائري به رواق ، يعود تاريخه إلى أواخر العصر الجمهوري، وإن كان على نطاق متواضع للغاية: المعبد B لارغو دي توري الأرجنتين. كانت عملية الدمج بين نموذج كلاسيكي (رواق ذو أعمدة) ومبنى ذي مساحة رومانية جديدة نموذجية (القاعة المستديرة)، نوعًا من التسوية بين مكانية العمارة اليونانية (الانتباه بشكل أساسي إلى السطح الخارجي للمباني) وتلك العمارة الرومانية التي (تتمحور حول المساحات الداخلية). أثار هذا انتقادات مختلفة، لكنه كان «تقديرًا واضحًا للكلاسيكية السائدة لثقافة روما» ، والتي استمرت في القرون التالية.
نموذج المساحة الدائرية المغطاة بقبة نصف كروية تنتهي في الأعلى بفتحة دائرية تم تطبيقه بالفعل في نوع من الغرف الحرارية تسمى لاكونيك، كما هو الحال في الغرف الحرارية الإمبراطورية العظيمة في بايا وروما (ما يسمى "" معبد عطارد "كان عبارة عن غرفة دائرية يبلغ قطرها 21.55 مترًا بُنيت بين القرن الأول قبل الميلاد والقرن الأول بعد الميلاد، ومغطاة بقبو نصف كروي مصنوع لأول مرة من الخرسانة، ويستخدم كمسبح للغوص العلاجي )، أو في شكل دائري، كما كانت القاعة الرئيسية للشكل المركزي لدوموس أوريا. ومع ذلك، كان استخدام هذا النوع من الأسقف لمبنى تمبلر أمرًا جديدًا. يجب أن يكون التأثير المفاجئ في عبور الباب الرئسيي ملحوظًا ويبدو أنه سمة من سمات الهندسة المعمارية في فترة هادريان، الموجودة أيضًا في أجزاء كثيرة من الفيلا الخاصة به في تيفولي.
كان هناك ابتكار آخر وهو إدخال أعمدة متجانسة ناعمة من الرخام الملون لأعمدة المعبد، بدلاً من الأعمدة التقليدية المخددة من الرخام الأبيض.

## البانثيون كنموذج

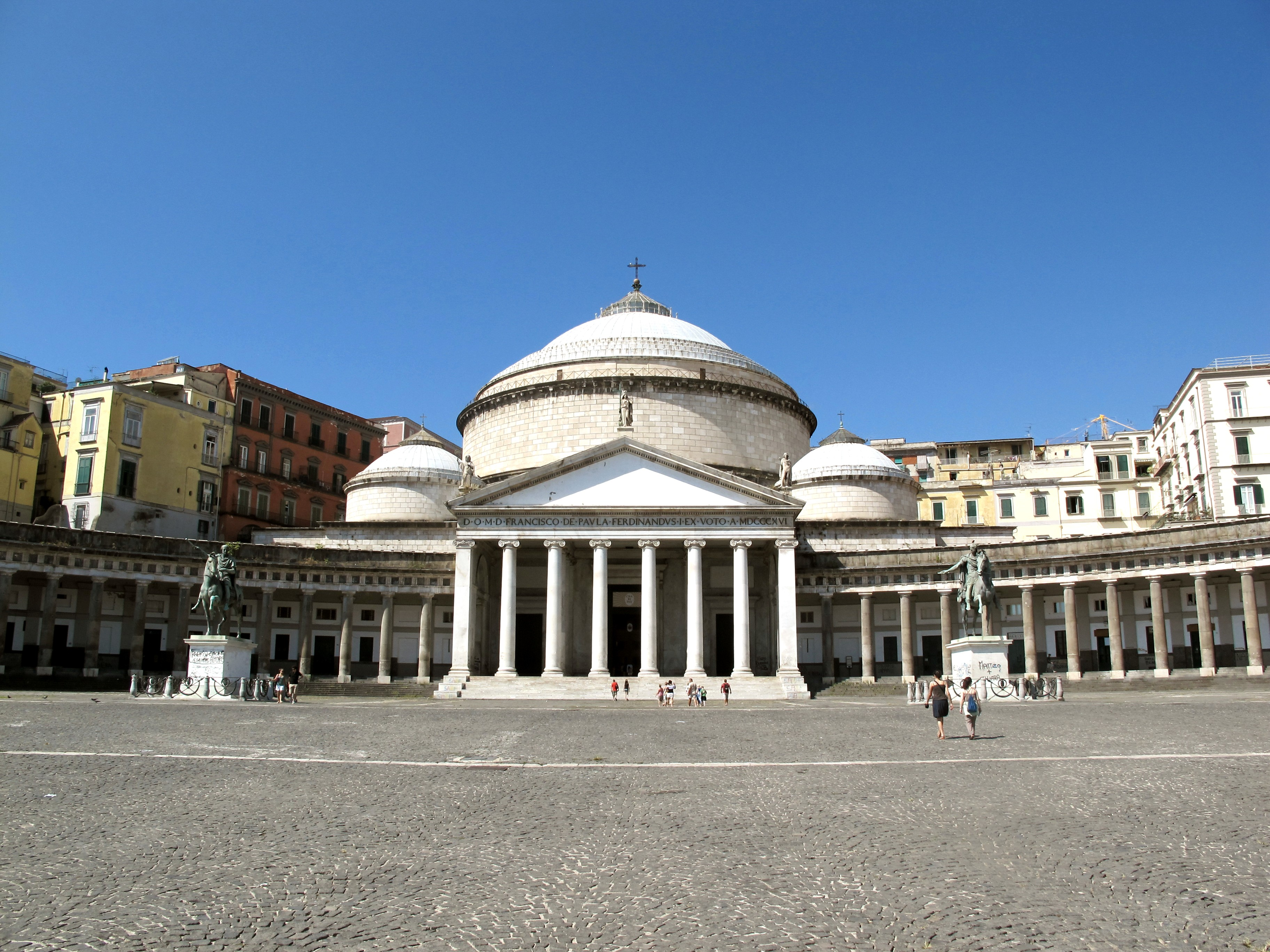
كنيسة سان فرانشيسكو دي باولا في نابولي

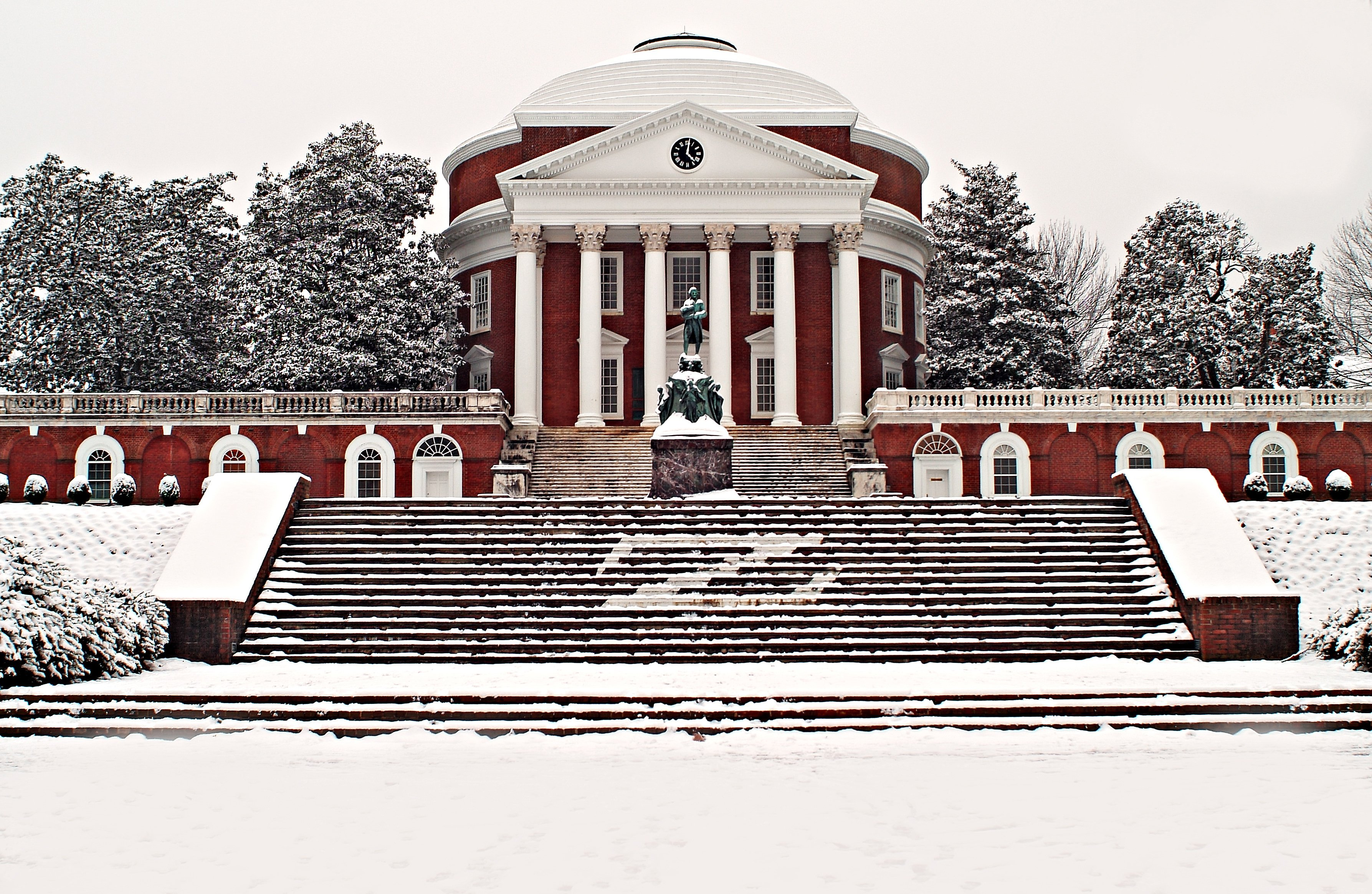
لا روتوندا صممها توماس جيفرسون في جامعة فيرجينيا

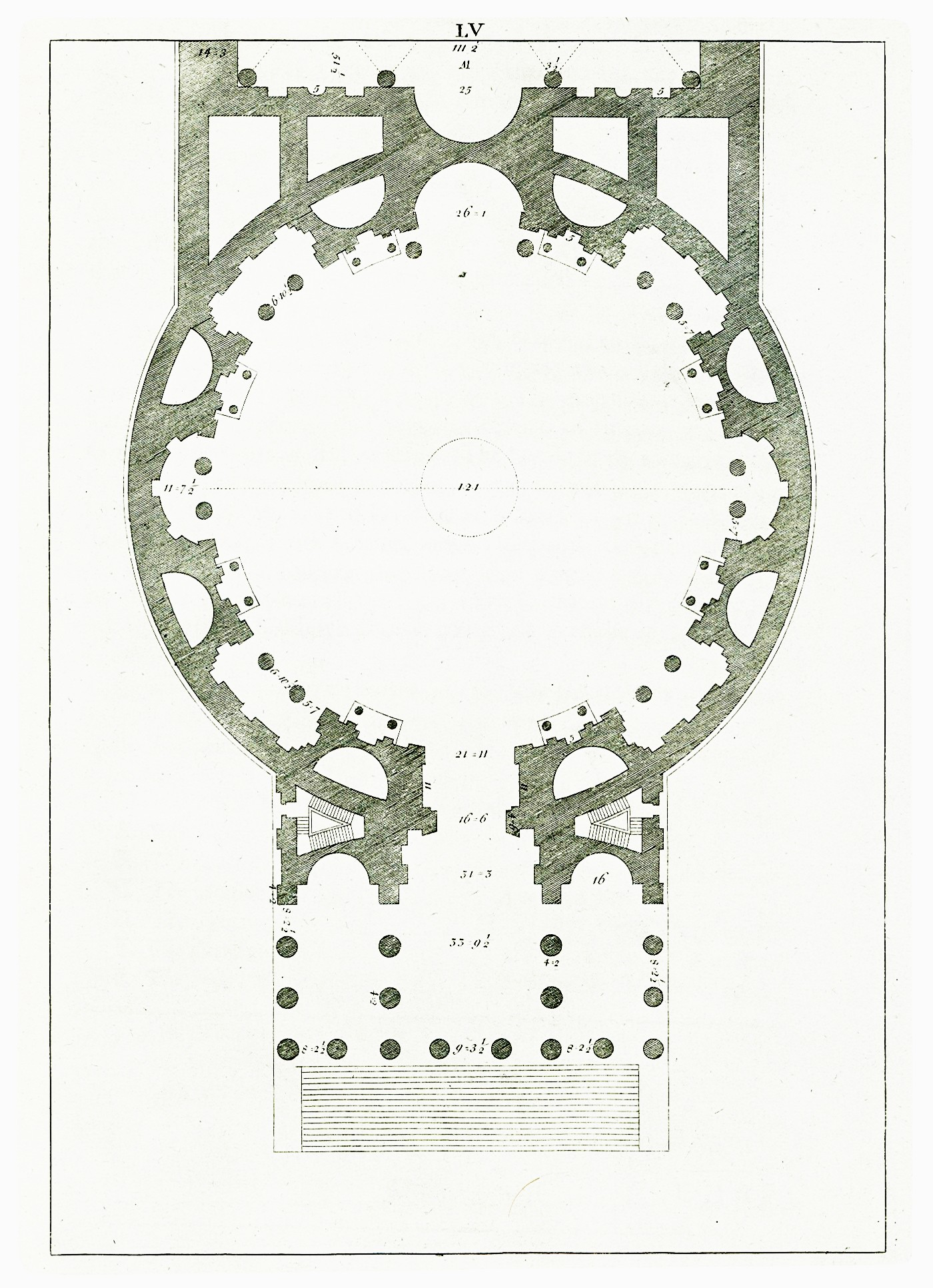
أندريا بالاديو، كتب العمارة الأربعة، مخطط البانثيون (1570)

«أجمل ما تبقى من العصور الرومانية القديمة هو بلا شك البانثيون. لقد عانى هذا المعبد قليلاً لدرجة أنه يبدو لنا كما رآه الرومان في عصرهم " (ستيندال، مناحي رومانية) كأفضل مثال تم الحفاظ عليه للعمارة الرومانية الأثرية، كان للبانثيون تأثير هائل على المهندسين المعماريين الأوروبيين والأمريكيين (مثال واحد قبل كل شيء، أندريا بالاديو مع فيلا لا روتوندا الشهيرة في فيتشنزا )، من عصر النهضة إلى القرن التاسع عشر، مع الكلاسيكية الجديدة. العديد من الكنائس والقاعات المدنية والجامعات والمكتبات تردد صدى هيكلها برواق وقبة. هناك العديد من المباني الشهيرة التي تأثرت بالبانثيون: في إيطاليا البانثيون الشهير للمقبرة الأثرية ستاجلينو في جنوة ، واجهة تياترو ماسيمو في باليرمو، كنيسة سان كارلو أل كورسو في ميلانو ، كنيسة سان فرانشيسكو دي باولا في نابولي ، وكنيسة سان سيميون بيكولو في البندقية ، وصهريج في ليفورنو ، ومعبد كانوفيان في بوساغنو ، وكنيسة غران مادري دي ديو وضريح بيلا روزين  في تورين. في الخارج، معبد سوفلوت في باريس ، وفي البلدان الأنجلو سكسونية، القاعة المستديرة للمتحف البريطاني، وفيلا مونتايسلو والقاعة المستديرة لجامعة فيرجينيا بتكليف من توماس جيفرسون من خلال إعادة تفسير بالاديان للبانثيون ، ومكتبة لو التذكارية بجامعة كولومبيا في نيويورك  ونصب جيفرسون التذكاري في واشنطن العاصمة.
ومع ذلك، فقد تم العثور على الهيكل الأساسي بالمعنى الواسع (بناء بمخطط مركزي مع قبة مع إضافة واجهة مستوحاة من المعبد اليوناني وتطل على مربع تم بناؤه خصيصًا للمبنى)، بدءًا من عمارة عصر النهضة، في عدد لا يحصى من المباني، أولا وقبل كل شيء كاتدرائية القديس بطرس.

## دفن الناس في البانثيون في روما
تم دفن الأشخاص التالية أسماؤهم داخل البانثيون:
- جاكوبو باروزي من فيجنولا،
- أنيبال كاراتشي (في الضريح الثالث، على يمين قبر رافايللو سانزيو [80])،
- أركانجيلو كوريلي (مقابل المذبح على اليمين [80])،
- جون من أوديني
- الملكة مارغريتا من سافوي (الكنيسة الثانية [81])،
- بيرين ديل فاجا (بالقرب من المذبح [80])،
- بالداساري بيروتزي، [80]
- رافايللو سانزيو (الضريح الثالث[82])،
- ماري أنطوانيت من بيبينا [83] (في الضريح الثالث، تذكر بلوحة على يمين قبر رافايللو سانزيو)،
- الملك أمبرتو الأول من سافوي (الكنيسة الثانية [84])،
- فلامينيو فاكا (بالقرب من المذبح [80])،
- الملك فيتوريو ايمانويل الثاني ملك سافوي (الكنيسة السادسة [85])،
- تادو زكاري (قرب المذبح [80])،
- إركول كونسالفي كاردينال، قلبه مدفون تحت التمثال النصفي الذي يصوره.

## الأساطير الشعبية والفُضول
ترتبط أسطورة من القرون الوسطى بالخندق المائي الذي يدور حول المعبد. يبدو أن الساحر الشهير بيترو بيلاردو قد أمّن حيازة دفتر الأوامر، الذي سلمه إليه الشيطان عند نقل روحه. فيما عدا ذلك، تاب، واستخدم فنونه السحرية لأداء فريضة الحج إلى القدس وسانتياغو دي كومبوستيلا وأخيراً إلى البانثيون في يوم واحد. وهنا التقى الشيطان الذي طلب روحه كما اتفق عليه. لكن بيلاردو أعطى الشيطان حفنة من الجوز ولجأ بسرعة إلى الكنيسة، وبدأ يصلي بصدق. فخلص. حلَّق الشيطان الغاضب عدة مرات حول المعبد، وتنفيساً عن غضبه، حفر الخندق الذي لا يزال مرئيًا اليوم ..
يصل وزن كل حجر بناء من البانثيون إلى 90 طنًا. وهي ألواح رخامية أتت من مصر منذ أكثر من 2000 عام لتشييد المعبد الروماني الجديد.
تم تصميم المبنى معمارياً ليكون له نافذة واحدة على شكل كوة على القبة التي يبلغ قطرها حوالي 9 أمتار. من وجهة نظر الإضاءة، فإنَّ هذا الفتحة نحو الخارج تسمح للضوء بالسقوط من الأعلى وبالتالي تقوم بخلق مسرحية ماهرة للضوء في الداخل. على مر القرون، نشأت العديد من الأساطير والدراسات الفلكية والفضول حول محيط البانثيون. يقال أنه في العصور القديمة لم يكن المطر قادرًا على دخول المبنى بسبب حرارة وأبخرة الشموع التي أضاءت الداخل. لا يمكن إثبات ذلك من خلال مصادر موثوقة، وبالتالي يظل أسطورة. في البانثيون في الأيام الممطرة حتى يومنا هذا تدخل كميات وفيرة من المياه، ولهذا تم تصميم الأرضية ب 22 حفرة للسماح للمطر بالتصفية. بفضل وجود الكُوة، يمكن ملاحظة الظواهر الفلكية داخل المبنى المعماري، لدرجة أنه تم تعريفه من قبل البعض على أنه «معبد شمسي». في الواقع، في 21 أبريل، عيد الميلاد في روما، ظهر شعاع من ضوء الشمس يخترق الكوة بالداخل ويضرب بوابة الدخول. وفقًا لأسطورة من العصور الوسطى، تم إنشاء كوة البانثيون من قبل الشيطان الهارب من معبد الله. وهناك أسطورة أخرى تقول أنه قبل الكوة كانت في الواقع فتحة مخصصة لإدخال مخروط الصنوبر البرونزي الكبير، الموجود حاليًا في الفاتيكان. الفناء متجانسة اللفظ.
بقطر داخلي يبلغ 44.30 مترًا، لا تزال قبة البانثيون أكبر قبة نصف كروية على الإطلاق تم بناؤها من الخرسانة غير المسلحة. كان من أعمال إعادة الإعمار التي عام 128 م. خضع المبنى لحكومة الإمبراطور هادريان.

## معرض صور

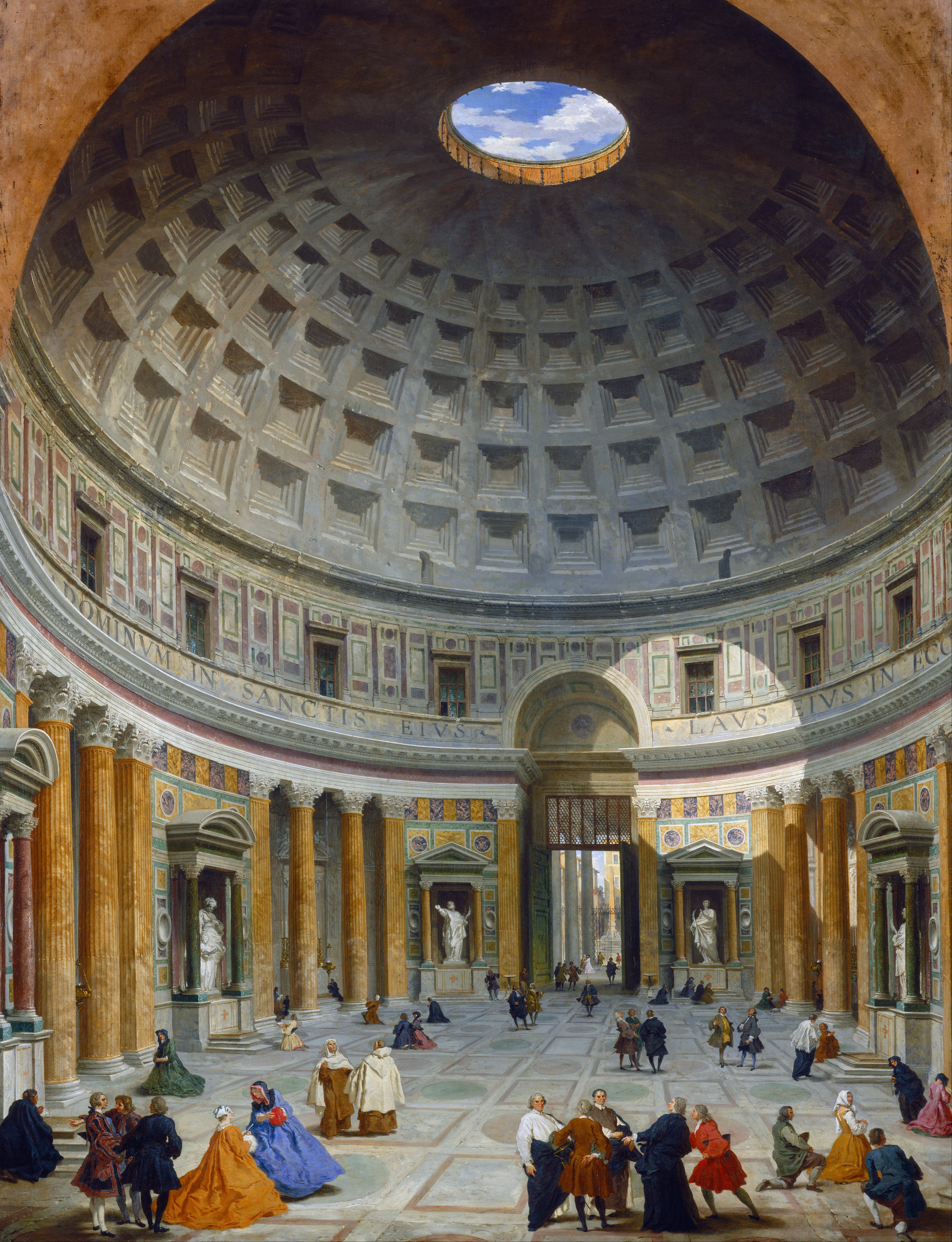
لوحة من القرن 18
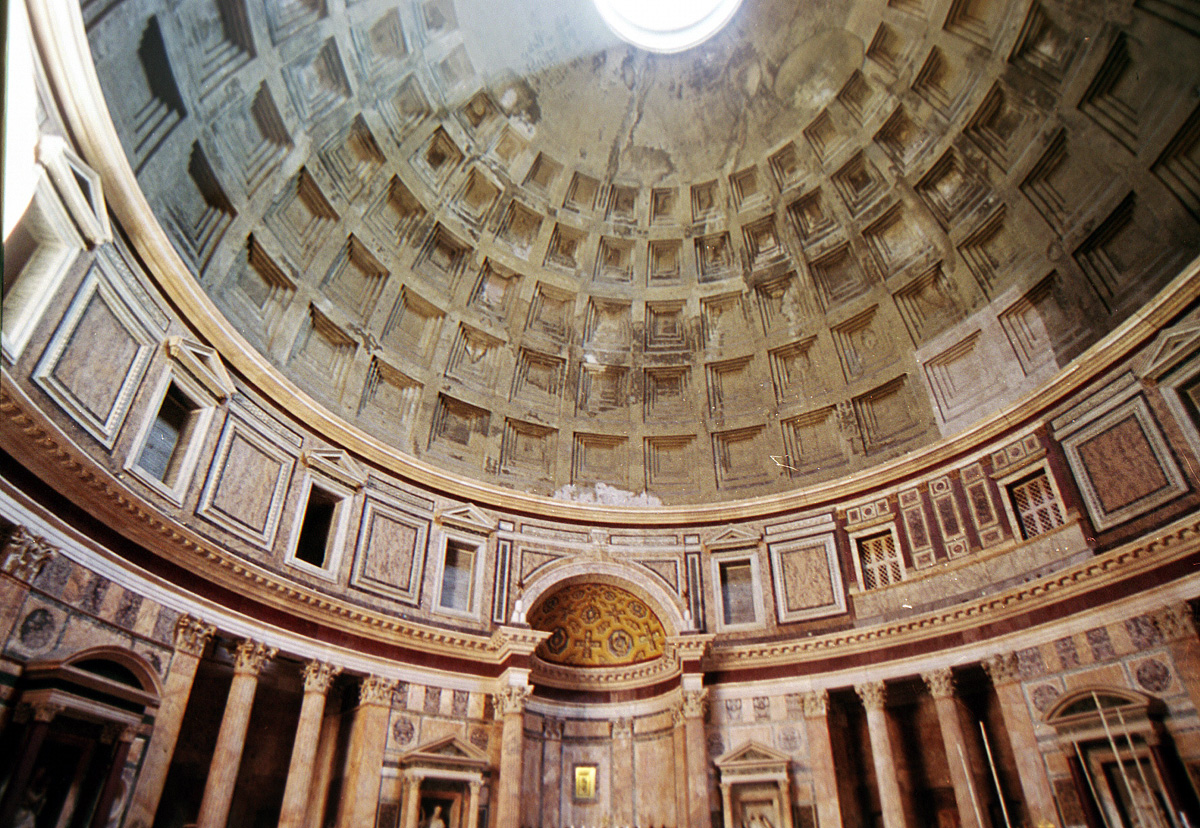
القبة من الداخل
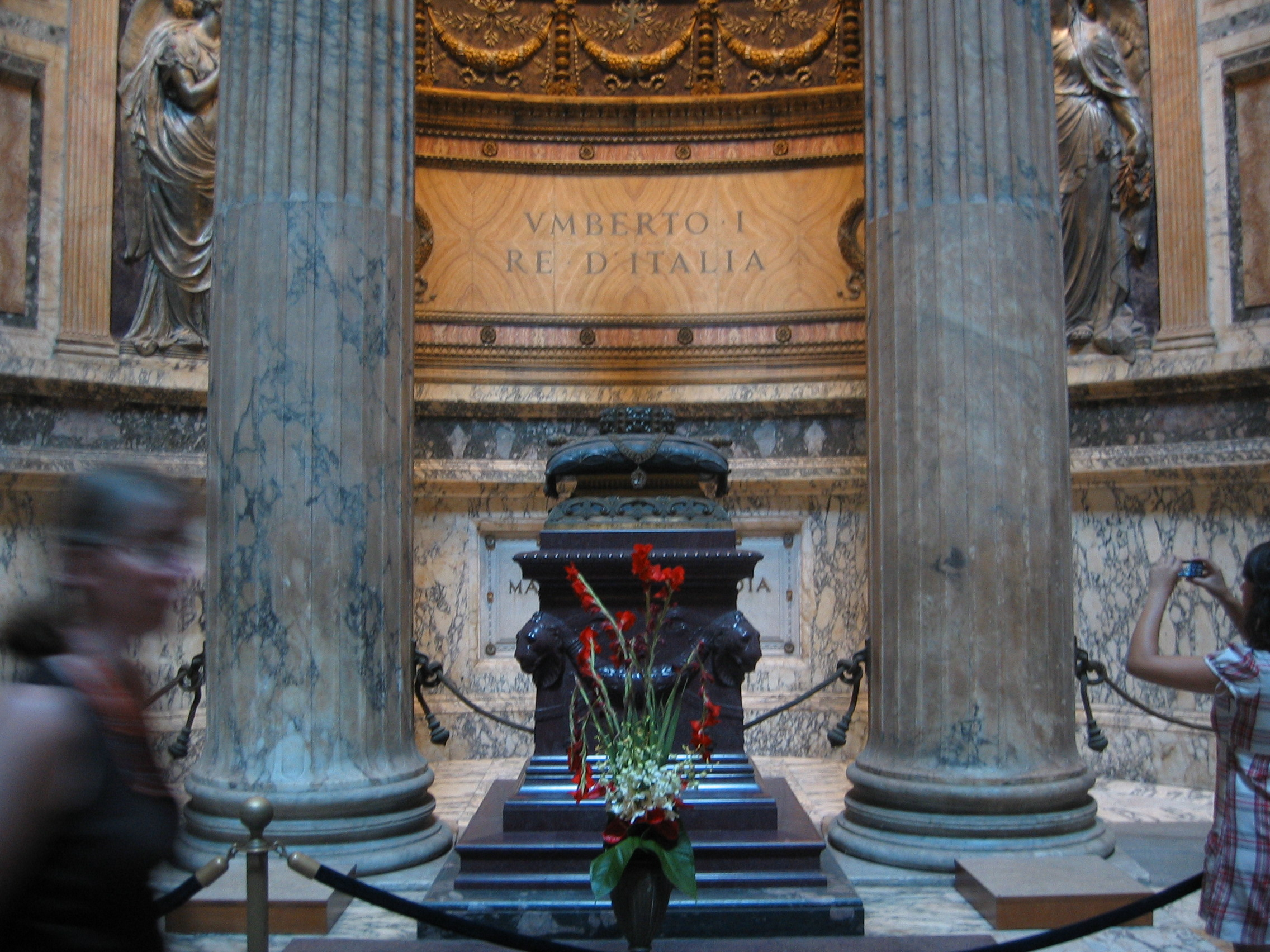
قبر I أومبرتو
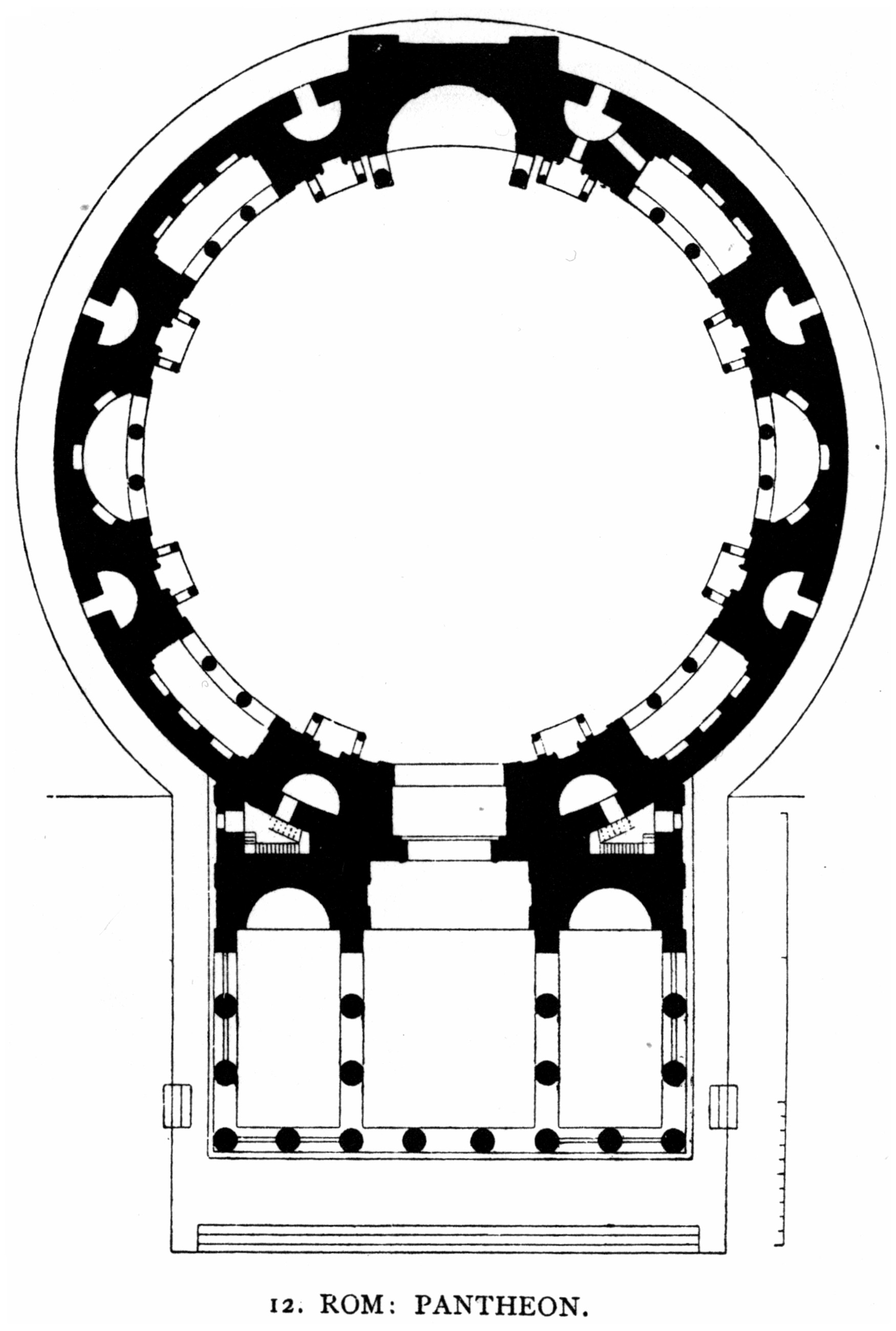
مخطط أرض المبنى
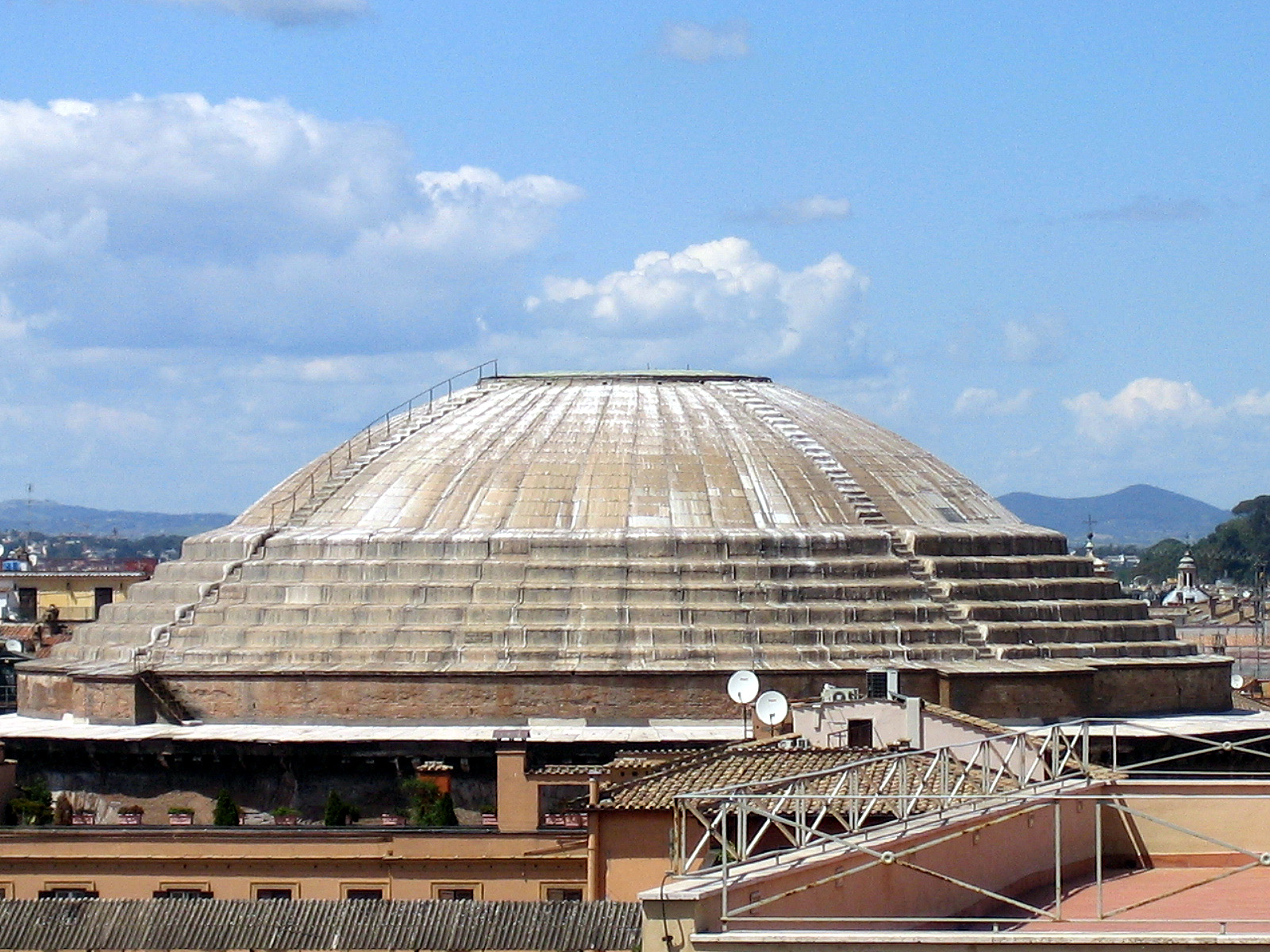
قبة البانثيون من الخارج
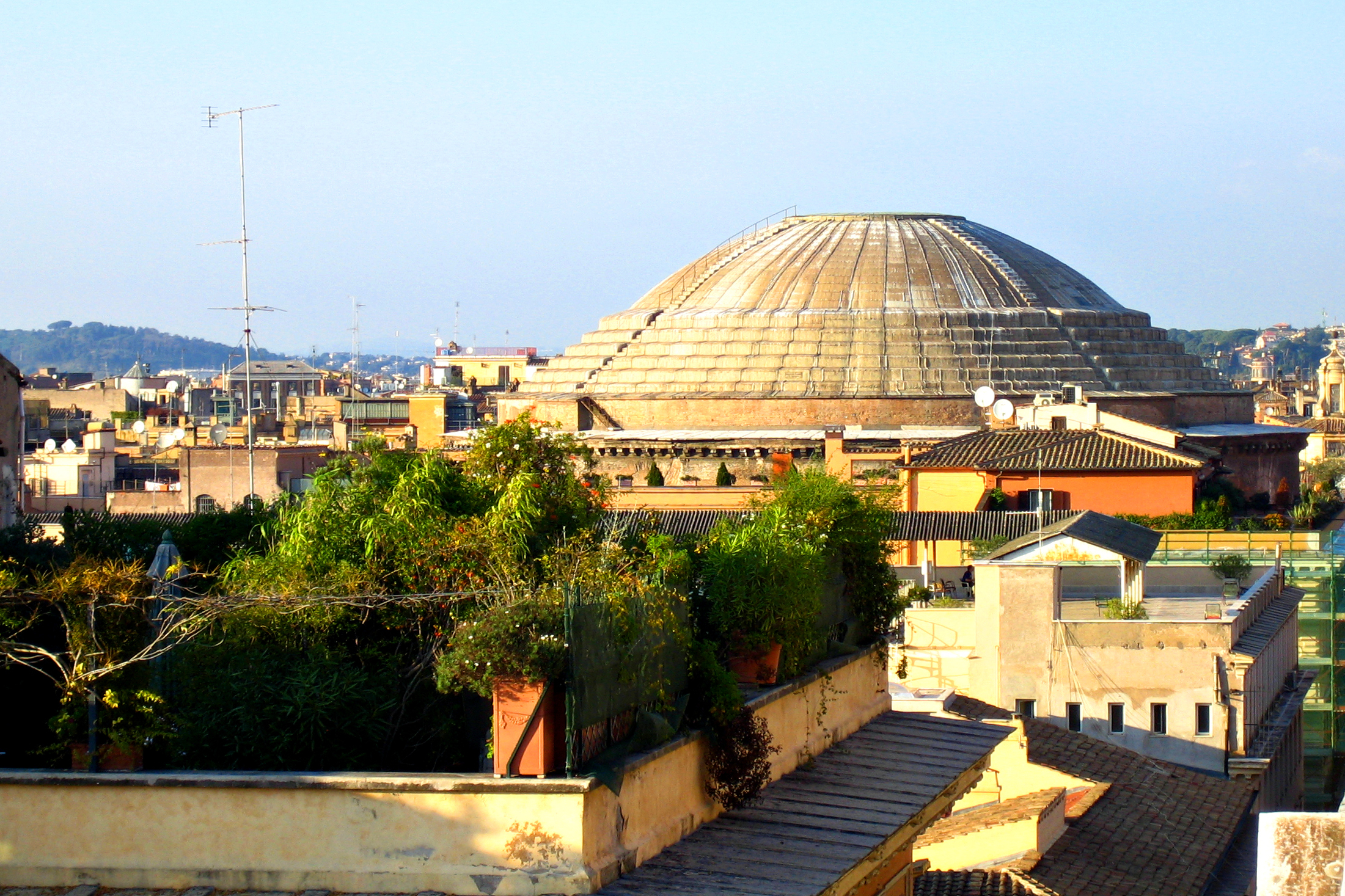
قبة البانثيون